# Либерализм в Испании

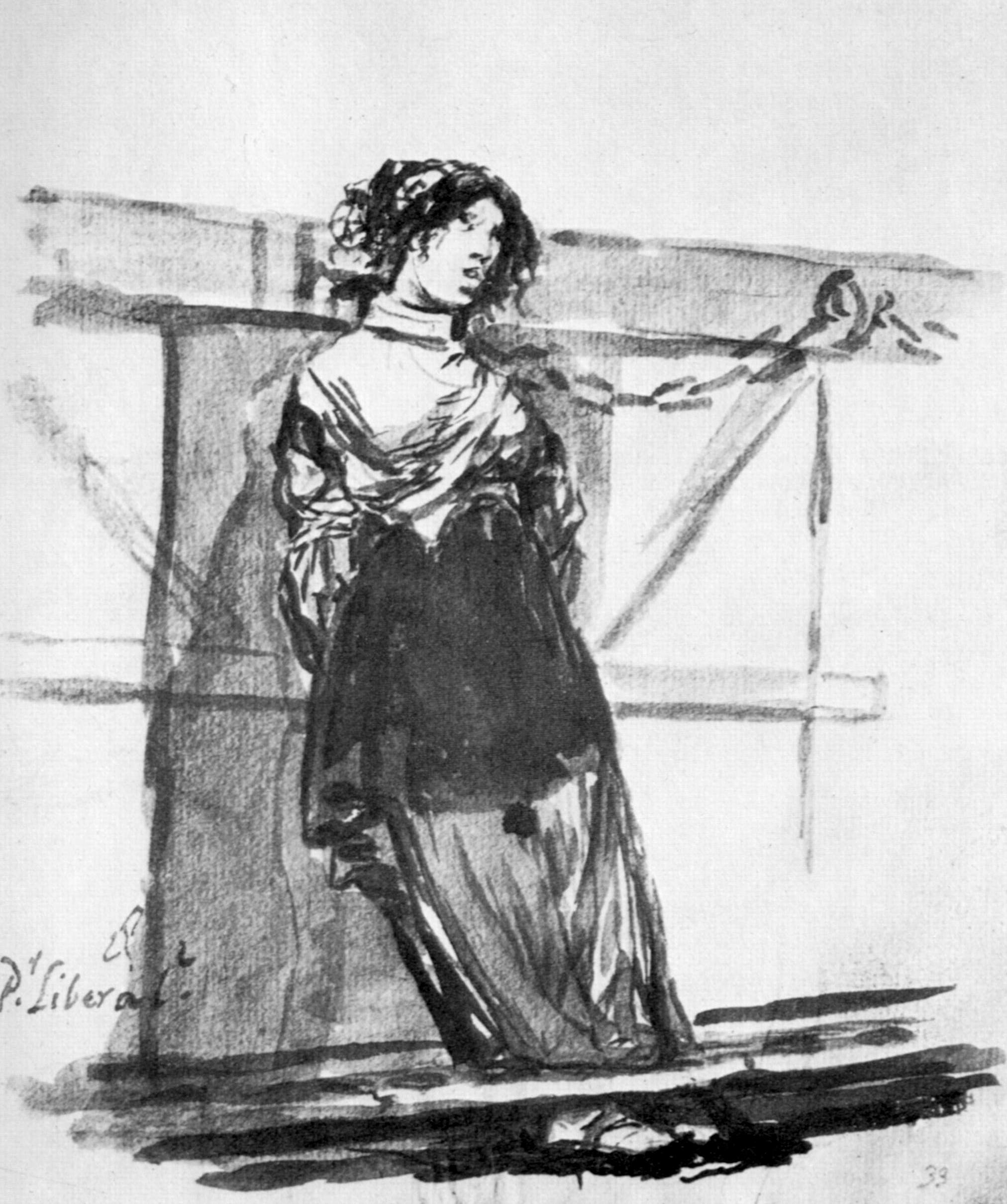
«Либерал», рисунок Франсиско Гойи (дата неизвестна, между 1803 и 1824 годами).

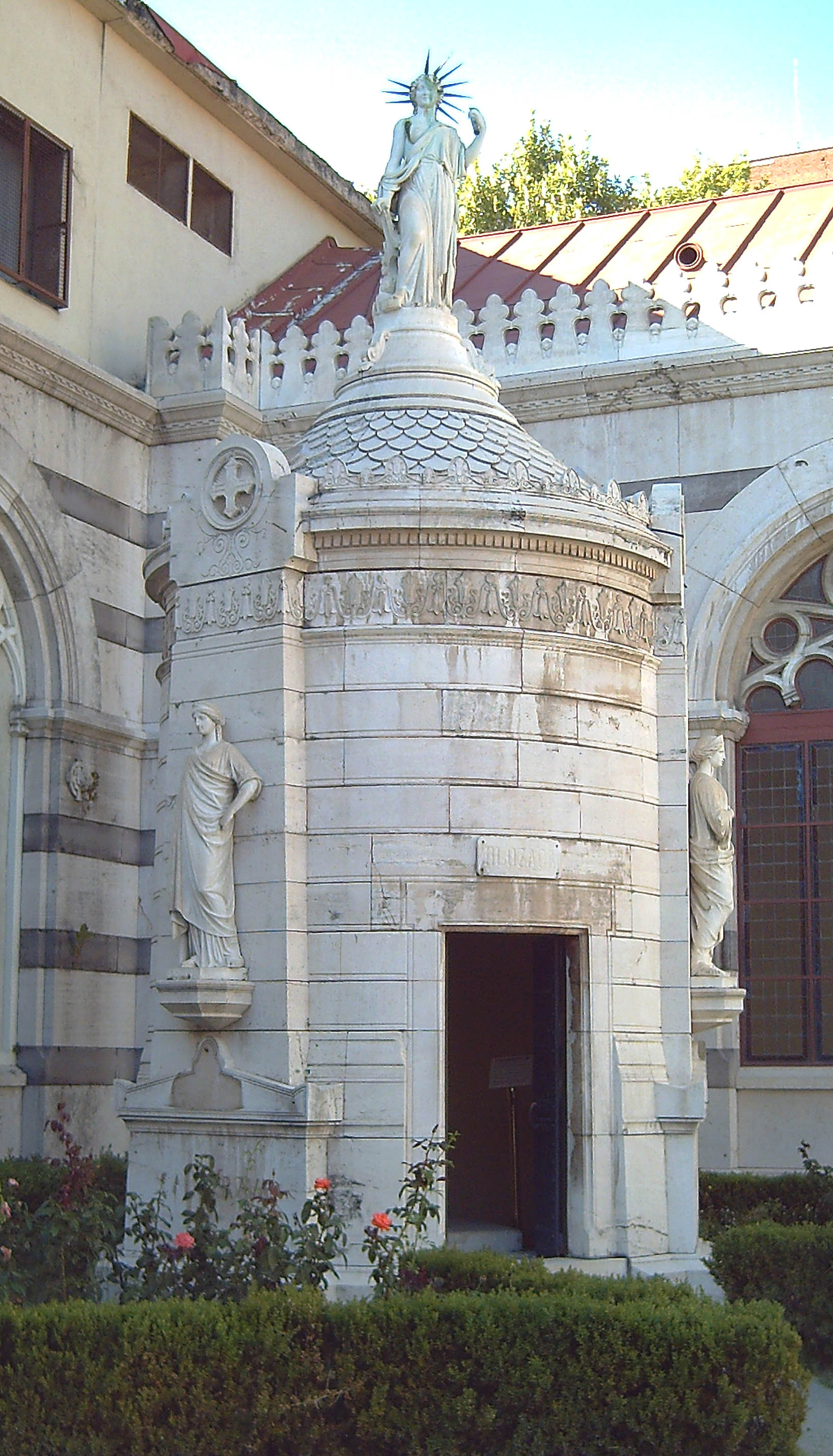
Мавзолей в котором погребены останки ряда деятелей испанского либерализма XIX века.

Испанский либерализм — историографический и политический термин, который применяется в самых разных исторических контекстах современной эпохи в Испании, дополняя, но не подменяя термин либерализм.
Испанская либеральная революция как политическое движение за независимость Испании от Франции, включающее в себя различные течения, получившие в Испании название либералов или испанских либералов, началась с Испанской войны за независимость (1808—1814), важной частью которой стали Кадисские кортесы (1810—1814) и принятая ими Конституция 1812 года. Испанские либералы XIX века называли этот период истории «испанской революцией». По мнению Хорхе Вильчеса, «испанская революция представляла собой процесс, который начался в 1808 году и завершился Реставрацией [1875 года], и заключался в поиске средним классом политического режима, сочетающего свободу с порядком».
Либеральное государство в Испании сформировалась во время правления Изабеллы II (1833—1868), в период, который сопровождался борьбой либералов разного толка (умеренных и прогрессивных), время от времени объединявшихся перед лицом реакционного сопротивления, представленного карлистами и неокатоликами. Решающую роль в экономических и социальных изменениях того времени сыграли две конфискации имущества и земли католической церкви и орденов, новое, прогрессивное налоговое, горнодобывающее и железнодорожное законодательство, а также закон Мойано о всеобщем начальном образовании; в то время как судебные разбирательства по конституционным текстам, направленные против маятника и на установление институционально-правовой конфигурации, имели меньший успех.
В то же время развивались гораздо более длительные исторические процессы: медленная (по мнению некоторых авторов «неудачная») испанская промышленная революция, формирование испанского капитализма со своими особенностями, социальные изменения, соответствующие буржуазной революции, при том, что сама испанская буржуазия была малочисленной, а также возникновение испанского национализма, который противостоял традиционному для страны регионализму.
Учитывая какую роль сыграли в истории Испании XIX века либералы и популярность либеральных идей, неудивительно что многие самые разные испанские политические партии назывались Либеральными.

## Зарождение испанского либерализма
Предшественниками испанского либерализма были отдельные «австракистас» и мыслители эпохи Просвещения, которые симпатизировали британской парламентской монархии и даже усвоили некоторые постулаты американской революции, породившей Соединённые Штаты. Историк Хуан Амор де Сориа («стойкий австракист»), писатель Хосе Агустин Ибаньес де ла Рентерия, экономист Валентин де Форонда и поэт Леон де Аррояль считаются основателями испанской либеральной традиции.
Среди предшественников испанского либерализма были самые разные люди: государственные деятели (граф Флоридабланка, граф Аранда), интеллектуалы (Ховельянос, Кампоманес, Мелендес Вальдес, Леон де Аррояль) и небольшие и совершенно маргинальные группы радикалов (Заговор Пикорнелла). К большинству из них обычно применяется термин «испанские предлибералы» (исп. preliberales españoles).
После Французской революции и особенно во время Войны Конвента (1793—1795), в ходе которой правительство Мануэля Годоя развернуло кампанию в реакционном духе для оправдания войны против революционной Франции, появилась целая группа образованных людей, вдохновлённых французскими революционными событиями и потому готовых выйти за рамки умеренных постулатов Просвещения, что создало предпосылки дял появления либерального движения. Писатель Хуан Пабло Форнер в письме другу из Севильи так описывал атмосферу в Мадриде:

В кафе вы слышите только сражения, революцию, Конвент, национальное представительство, свободу, равенство; Даже шлюхи спрашивают вас о Робеспьере и Барере, и вам придётся нести изрядную дозу сплетен, чтобы угодить девушке, за которой вы ухаживаете.
Оригинальный текст (исп.)En el café no se oye más que batallas, revolución, Convención, representación nacional, libertad, igualdad; hasta las putas te preguntan por Robespierre y Barrére, y es preciso llevar una buena dosis de patrañas gacetales para complacer a la moza que se corteja
— Giménez López
.
Таким образом, в последнее десятилетие XVIII века начинается широкое распространение памфлетов в либеральном духе, инициаторам которым стали ряд испанских эмигрантов из Байонны, перенявших принципы и идеалы Французской революции и либерализма. Самым известным членом и главным вдохновителем этой группы был писатель и учёный Хосе Марчена, редактор газеты Gaceta de la Libertad y de la Igualdad, которая издавалась на испанском и французском языках и чьей заявленной целью было «подготовить испанские души к свободе». Марчена также был редактором прокламации A la Nación española (в переводе с исп. — «К испанской нации»), опубликованной в Байонне в 1792 году тиражом 5000 экземпляров и в которой, среди прочего, он требовал запрета инквизиции, восстановления сословных кортесов и ограничения привилегий духовенства — весьма умеренная программа, учитывая близость Марчены к жирондистам. Наряду с Марченой в группу входили астурийский военный Мигель Рубин де Селис, дипломат Хосе Мануэль Эвиа и писатель Висенте Мария Сантибаньес — последний, пожалуй, придерживался самых радикальных взглядов, будучи близок к якобинцам, в частности, выступал за кортесы, представляющие «нацию», а не сословия. Внутри Испании либеральная агитация находила отклик, например, вдохновив участников «заговора Сан-Блас», названный так потому, что он был раскрыт 3 февраля 1795 года, в день Святого Бласа.

## Кадисский либерализм (1810—1814)

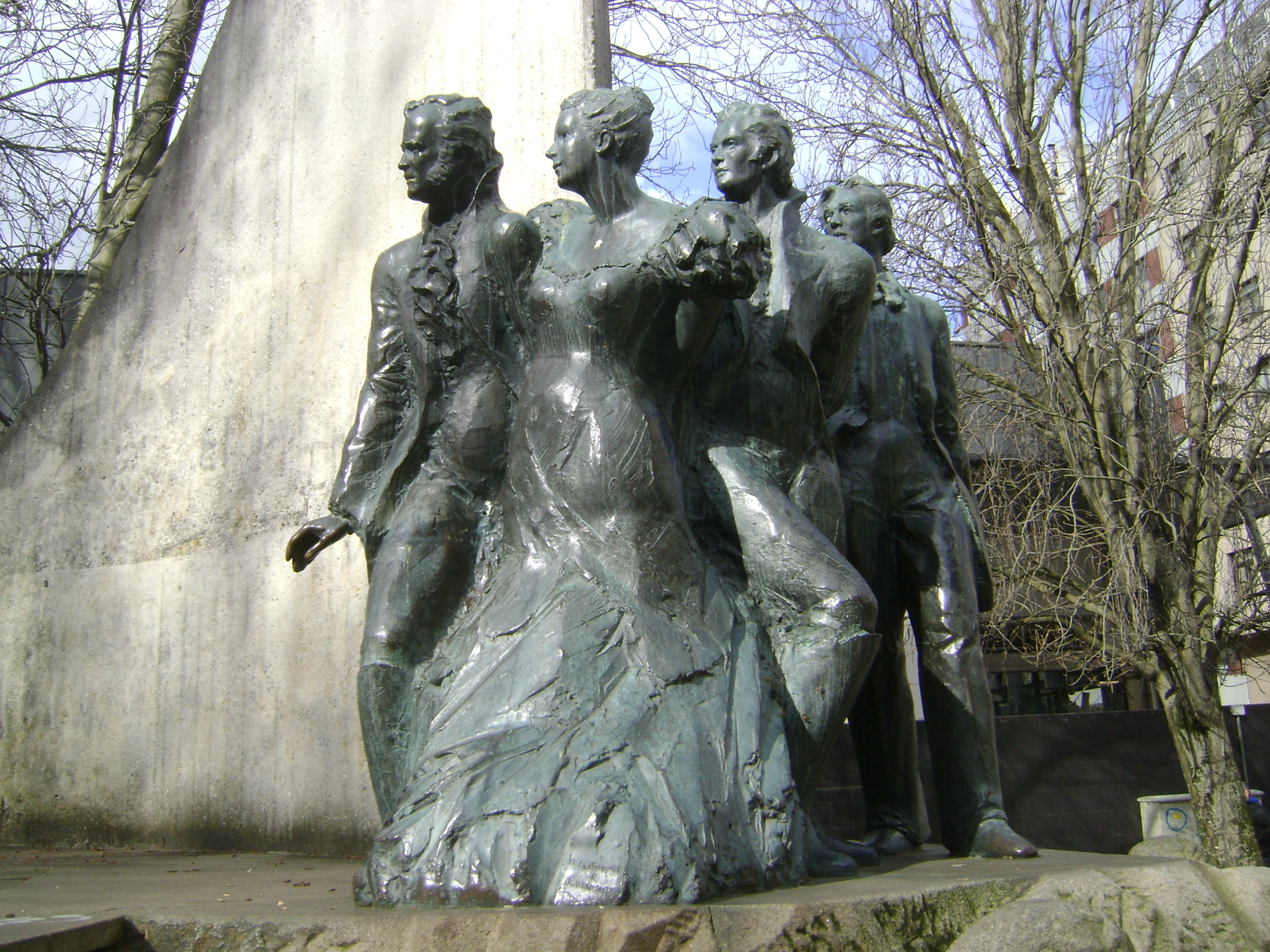
Памятник либералам XIX века в Ла-Корунье (Галисия).

Война за независимость 1808—1814 годов также имела компонент настоящей гражданской войны, поскольку расколола испанскую социальную и интеллектуальную элиту, особенно тех, кто был известен своими «передовыми» политическими идеями, на «патриотов» и «хосефинос» (они же «афрансесадо» — «офранцуженные»), сторонников короля Жозефа (Хосе) Бонапарта. Некоторые важные фигуры испанского общества, например, Франсиско Гойя и Франсиско Мартинес Марина, старались оставаться на равном расстоянии об обеих сторон, или, по крайней мере, сумели добиться того, чтобы их согласие с французской оккупацией (включая выполнение ими определённых государственных должностей во время неё) не принималось во внимание.
Первоначально в испанском движении за независимость от Франции доминировали «ховелланисты» (исп. jovellanista), политическое течение на так называемой «патриотической» стороне, промежуточное между либералами и абсолютистами. Своё название получили по имени одного из лидеров, Гаспара Мельчора де Ховельянос. Идеологически они были продолжателями испанского Просвещения и, будучи близки к идее просвещённого абсолютизма, придерживались так называемой «теории внутренней конституции», согласно которой суверенитет должен был быть разделён между короной и сословными кортесами; позже их взгляды были подхвачены модерадос. И «ховелланисты», и большинство «афрансесадо» занимали умеренные позиции и подозрительно относились к революционным переменам, но были убеждены в необходимости глубокой трансформации «старого режима».
На втором этапе войны ведущей силой испанского движения за независимость становятся «кадисские либералы», сторонники Кадисских кортесов, учредительного собрания созванного в сентябре 1810 года в Кадисе по призыву Регентского совета Испании и Индий, которому перешла власть после самороспуска Центральной правящей хунты. Именно термин «либерал» приобрёл его нынешнее значение и был экспортирован в политические словари всех языков. Список либералов Кадиса очень обширен: Агустин Аргуэльес, Диего Муньос-Торреро, Граф Торено, Мануэль Хосе Кинтана, Габриэль Сискар, Педро Агар-и-Бустильо и так далее. В публичных дебатах между либералами и абсолютистами, проходивших в прессе Кадиса, на либеральной стороне выделялся Антонио Пучбланк и Кармен де Сильва, ставшая редактором газеты El Robespierre Español после заключения в тюрьму мужа, Паскасио Фернандеса Сардино, «экзальтированного» патриота и радикального либерала. Самой влиятельной либеральной газетой того времени была El Conciso, выходившая для того времени очень большим тиражом в две тысячи экземпляров (большая часть населения читать не умела и слушала публичные чтения, проходившие на многочисленных политических собраниях и в кафе). Другой либеральной газетой была El Tribuno Муньоса-Торреро. Либеральная оппозиция абсолютизму стала модной, в первую очередь среди буржуазии Кадиса, в отличие от «кастицизма» мадридской аристократии.

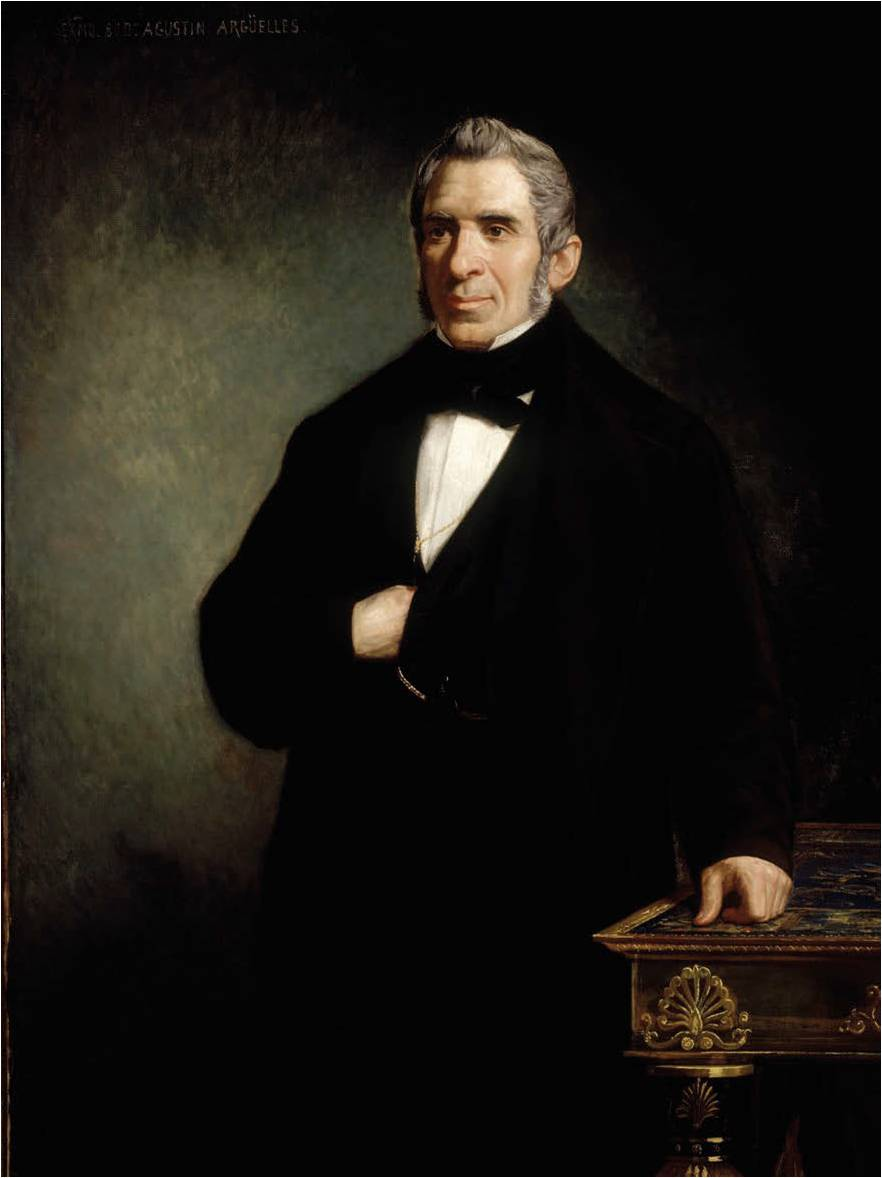
Агустин Аргуэльес.
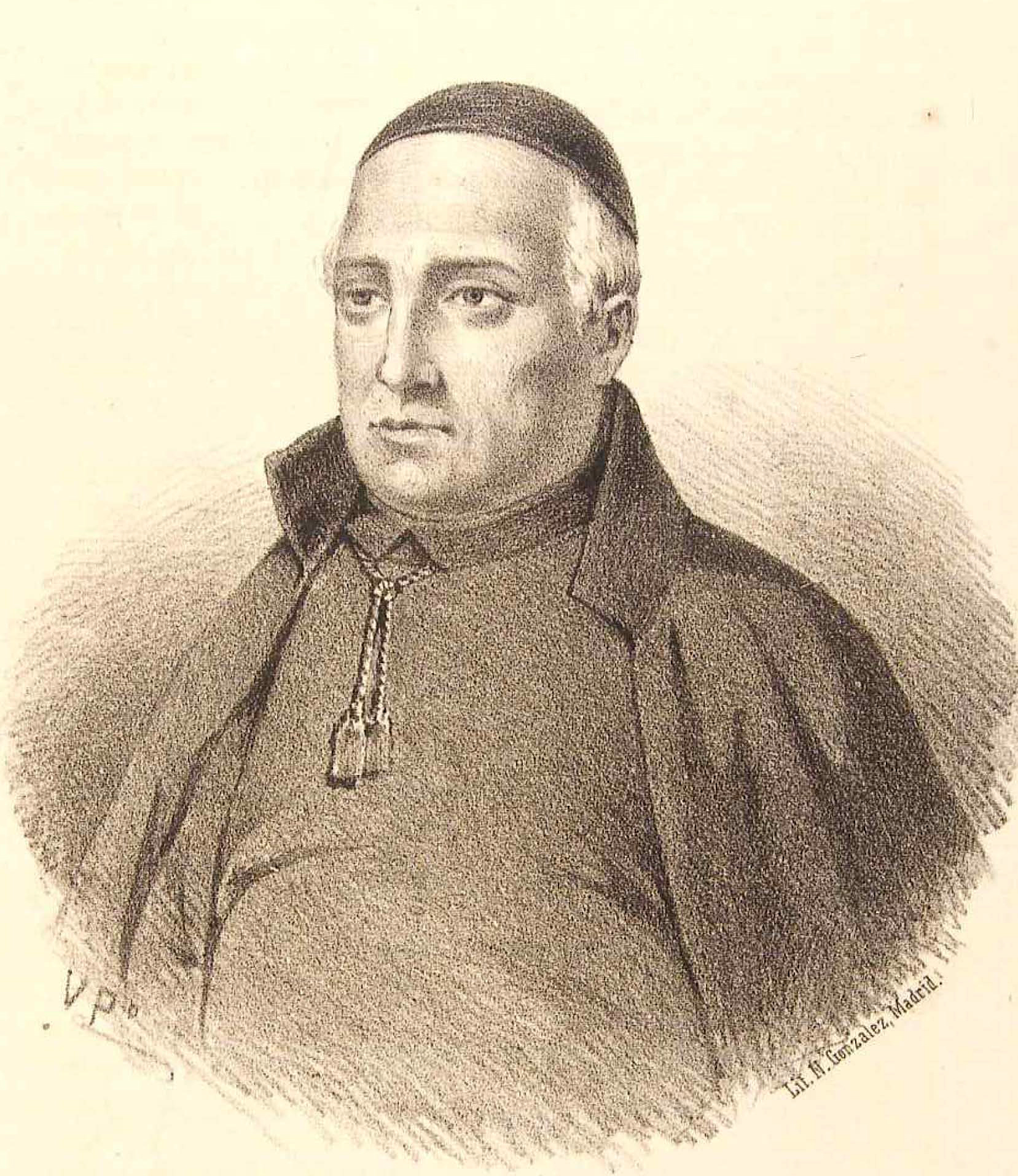
Диего Муньос-Торреро[исп.].
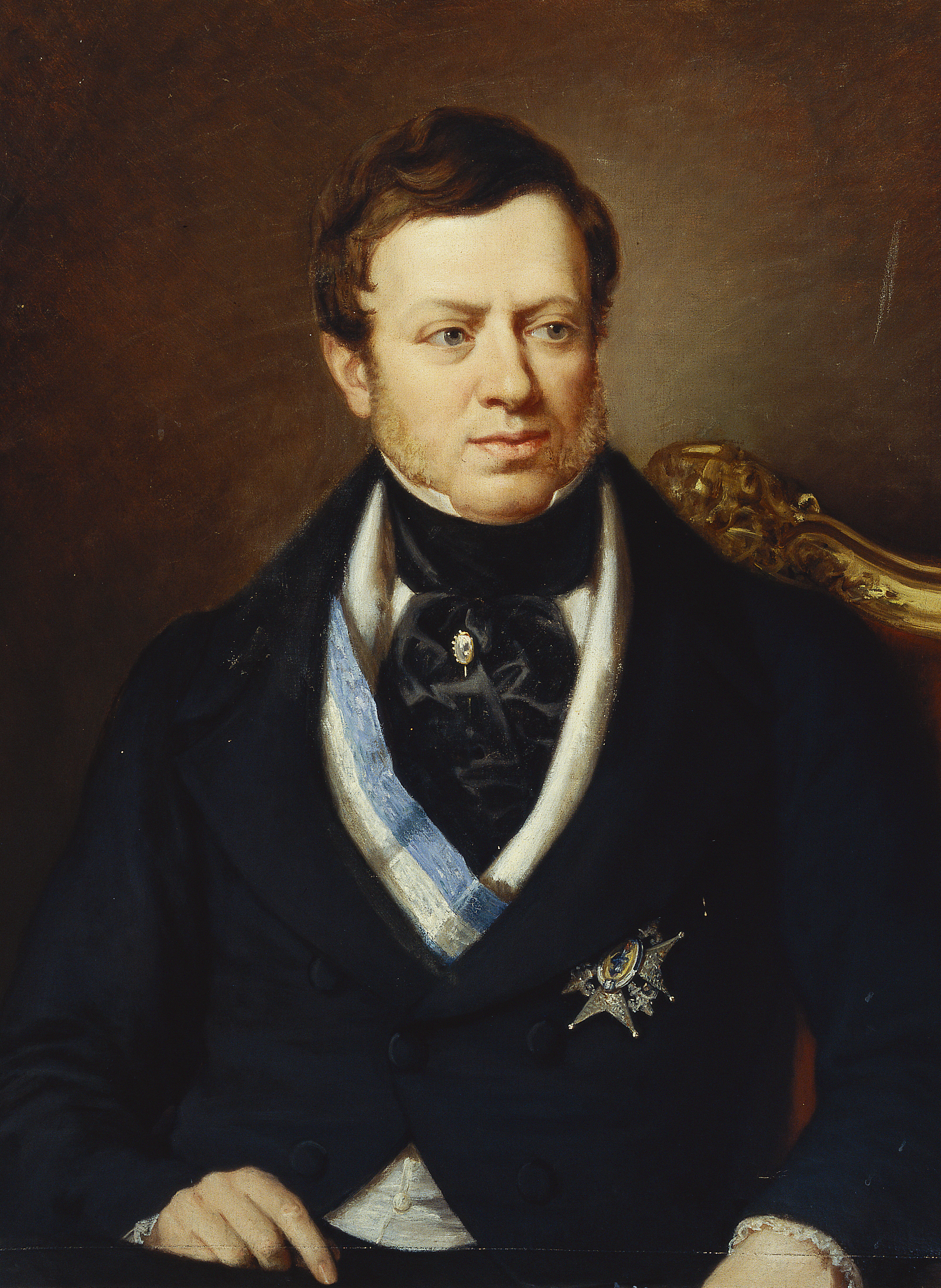
Граф Торено.
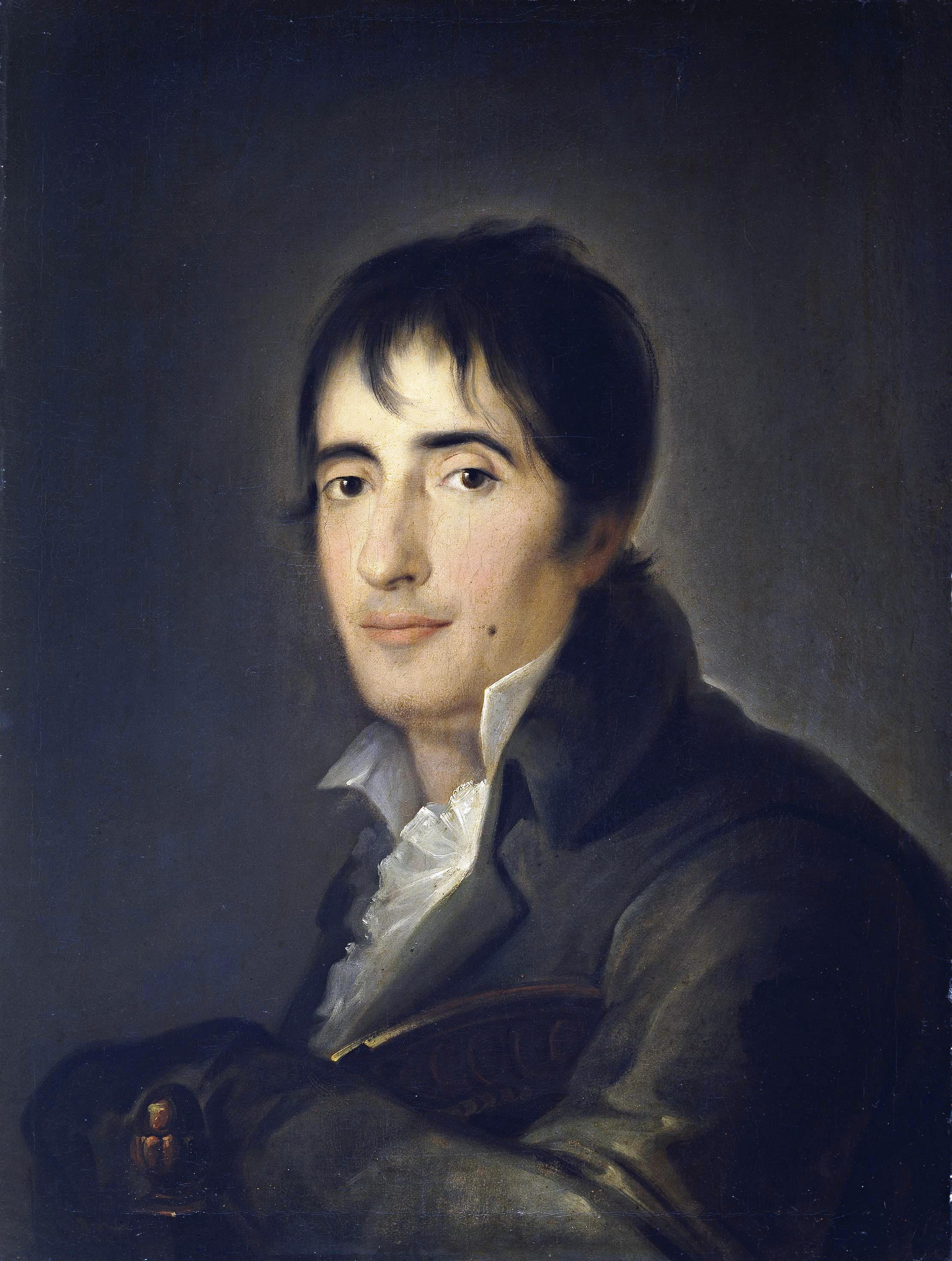
Мануэль Хосе Кинтана.
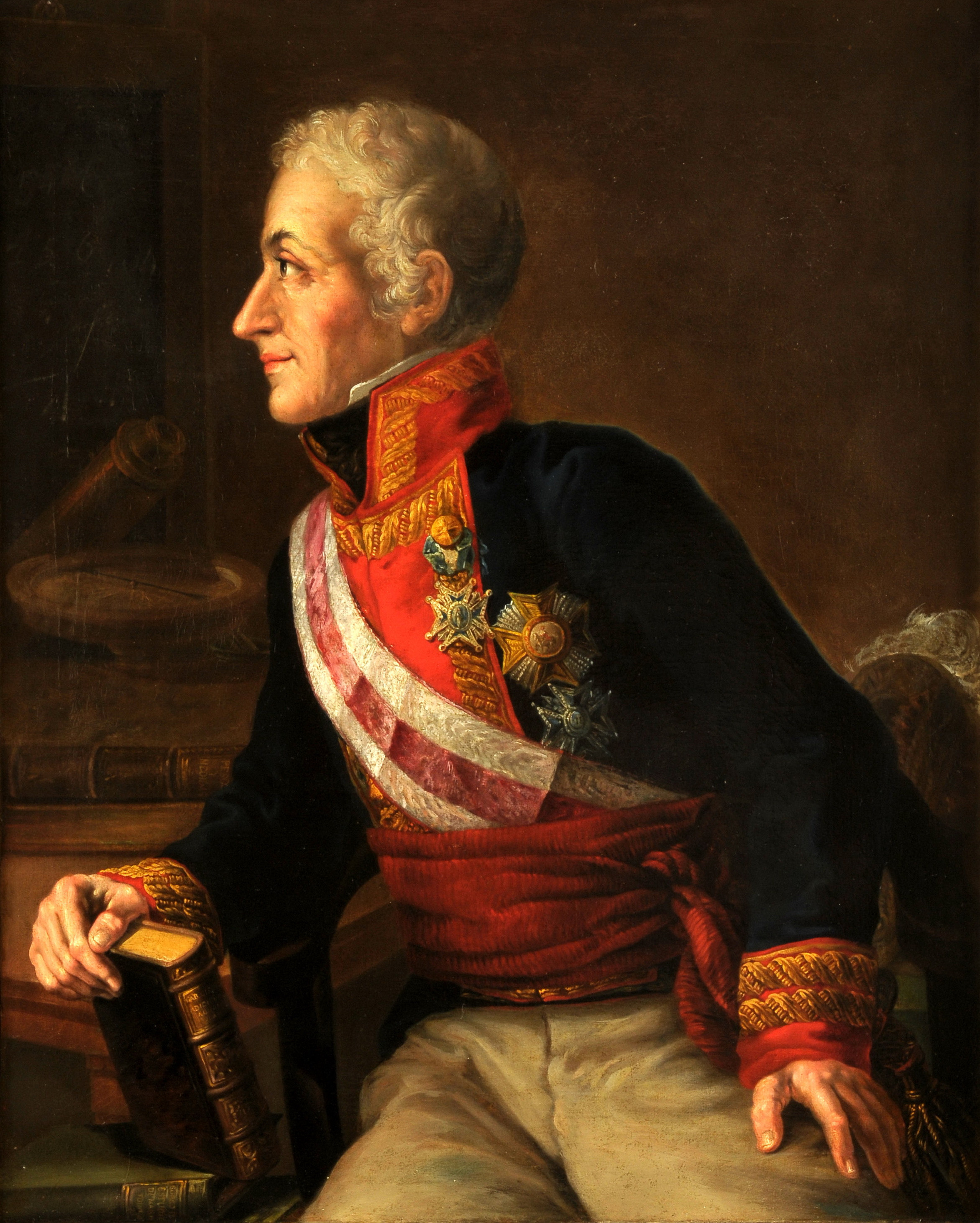
Габриэль Сискар[исп.].
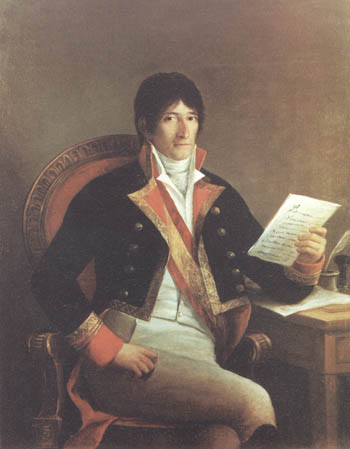
Педро Агар-и-Бустильо[исп.].

## Либералы в изгнании
В 1813 году французы были вытеснены из Испании, и в мае 1814 года Фердинанд VII вновь стал королём. Он не оценил заслуги кадисских либералов, его политика была жёстко антилиберальной и контрреволюционной, более того, король развязал террор против различного рода освободительных движений. Личность короля, первоначально бывшего символом национальной борьбы, стала крайне непопулярной. В результате многие либералы в 1814 году были вынуждены отправиться в изгнание, которое повторилось в 1823 году после поражения революции 1820 года. Среди изгнанников были как «афрансесадо» (Хуан Антонио Льоренте, Хуан Мелендес Вальдес, Леандро Фернандес де Моратин, Альберто Листа и другие), так и патриоты Кадиса.
Либералы для изгнания выбирали прежде всего Лондон, где некоторые из них находились под покровительством лорда Холланда (упомянутые ранее, другие ранее были экспатриантами, такие как Хосе Мария Бланко Уайт, Антонио Алькала Гальяно, Хоакин Лоренцо Вильянуэва, Хосе Канга Аргуэльес, Франсиско Хавьер Истурис и другие). Некоторые выбрали Гибралтар, близость которого позволила им участвовать в заговорах, таких как заговор Торрихоса 1831 года.
Многие изгнанники, как «афрансесадо», так и патриоты, выбрали Францию, поселившись в таких городах, как Париж и Бордо, где провёл свои последние годы Франсиско Гойя, общаясь с Фернандесом де Моратином и другими испанцами, среди которых были торговцы и финансисты.
Другая группа испанских либеральных изгнанников поселилась в Португалии. К примеру, поэт эпохи романтизма Хосе де Эспронседа, крупнейший представитель байронического направления в Испании, именно в Лиссабоне познакомился со своей будущей возлюбленной Тересой Манча, дочерью ссыльного либерала-военного (1826—1827).
Испанская либеральная диаспора сыграла решающую роль в интернационализации политического класса и распространении политических идей и практик в обоих направлениях (за вермя изгнания испанцы прониклись культурой других европейских стран, одновременно экспортируя особый романтический образ Испании и тем самым породив новую волну интереса к истории, литературе и культуре испаноязычных стран в целом). Благодаря испанским изгнанникам в Европе получила широкое распространение Кадисская конституция 1812 года, которая стала конституционной моделью для революций 1820-х годов в Португалии, Пьемонте и Неаполе.

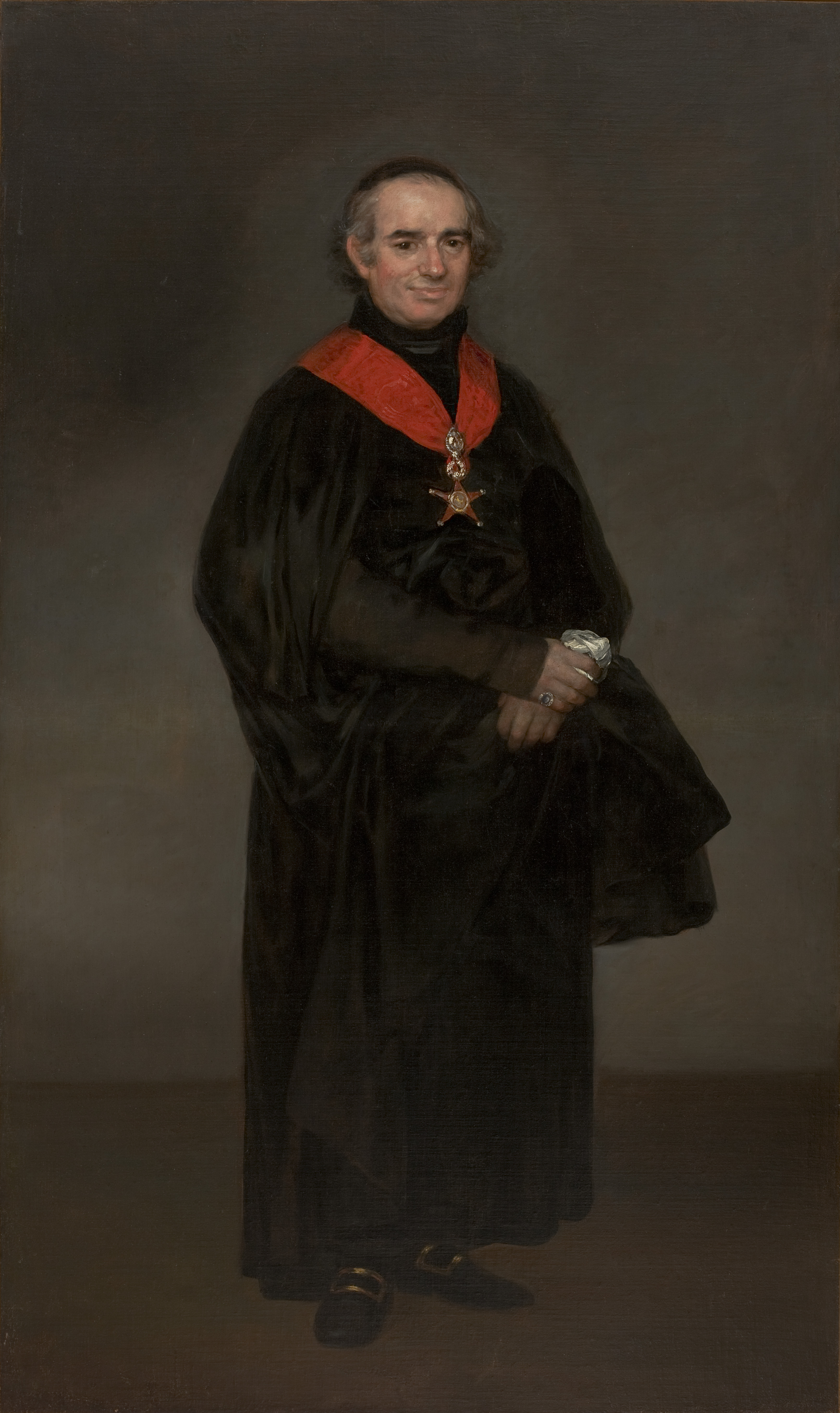
Хуан Антонио Льоренте.
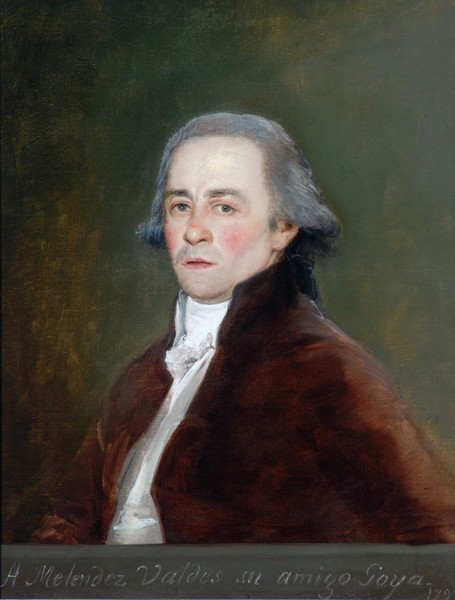
Хуан Мелендес Вальдес.
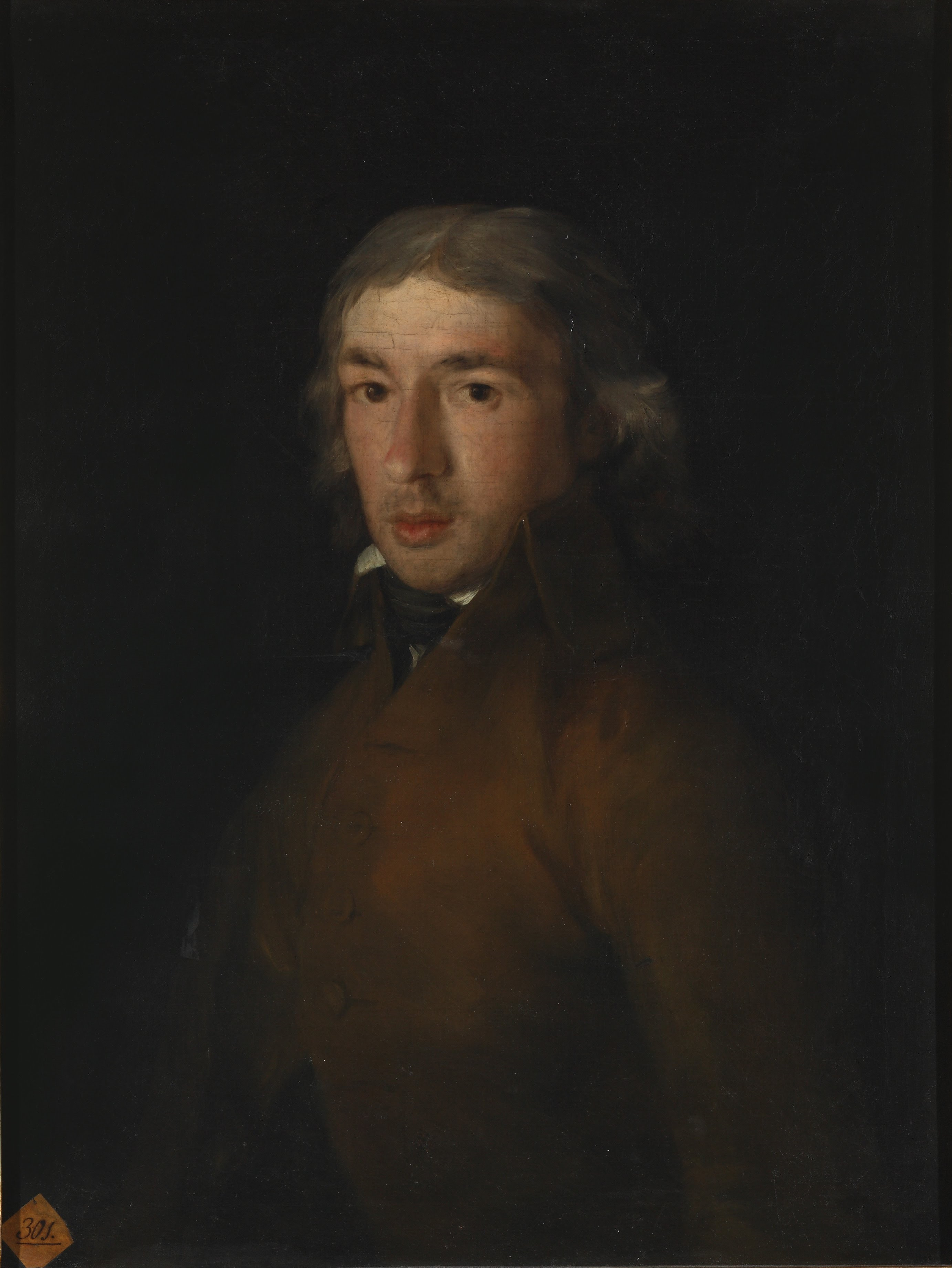
Леандро Фернандес де Моратин.
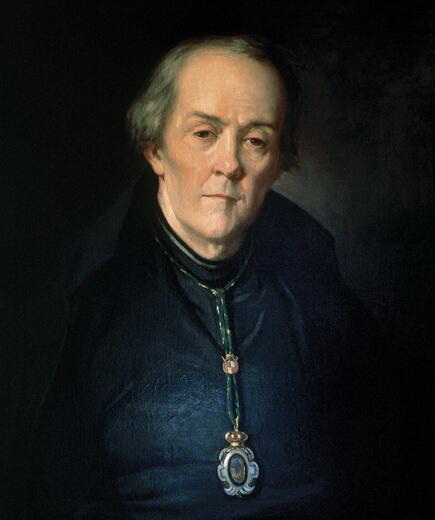
Альберто Листа.
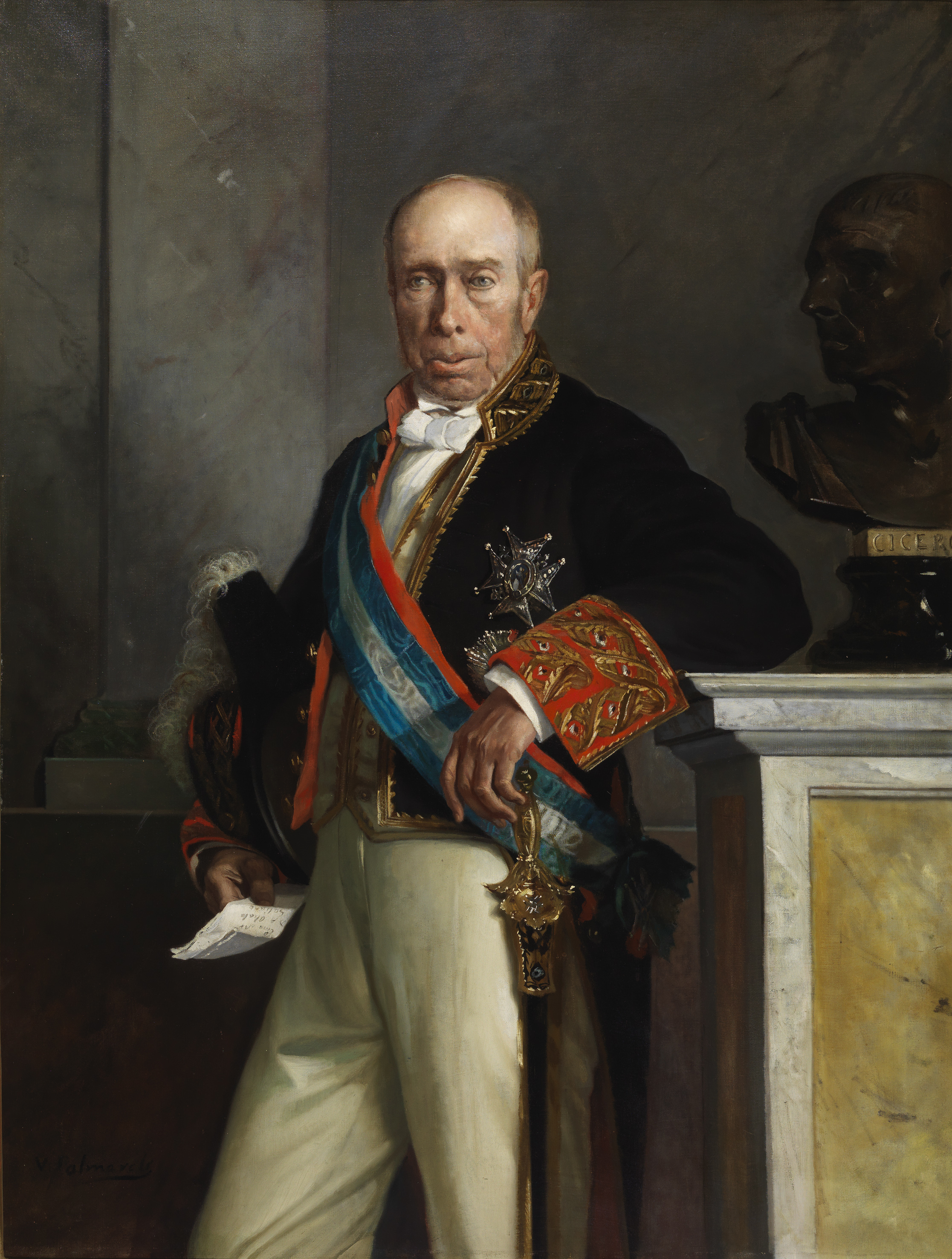
Антонио Алькала Гальяно.
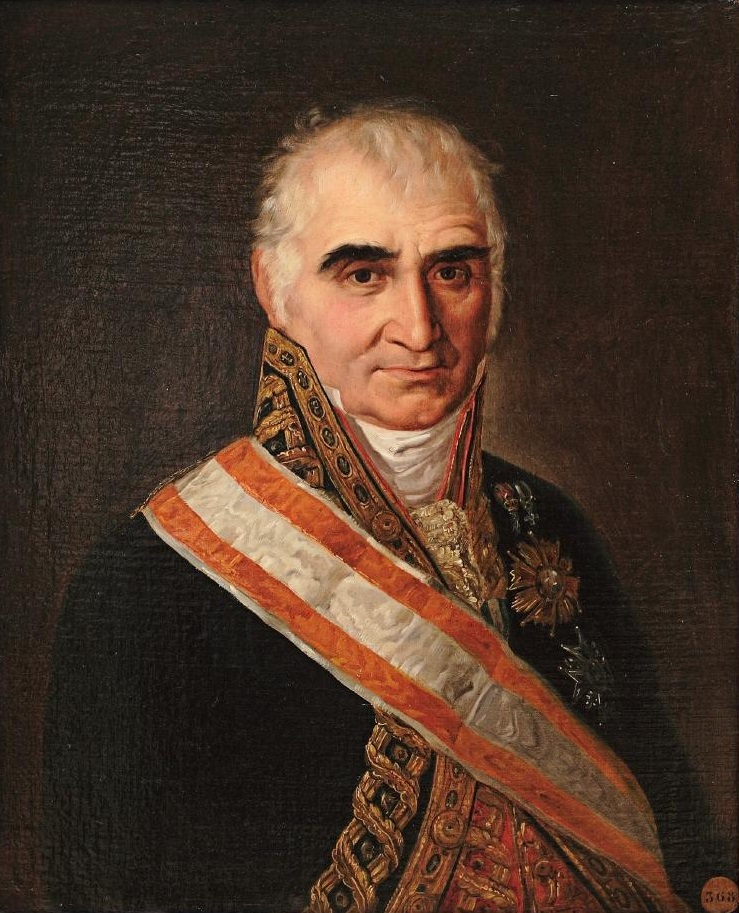
Хосе Канга Аргуэльес.
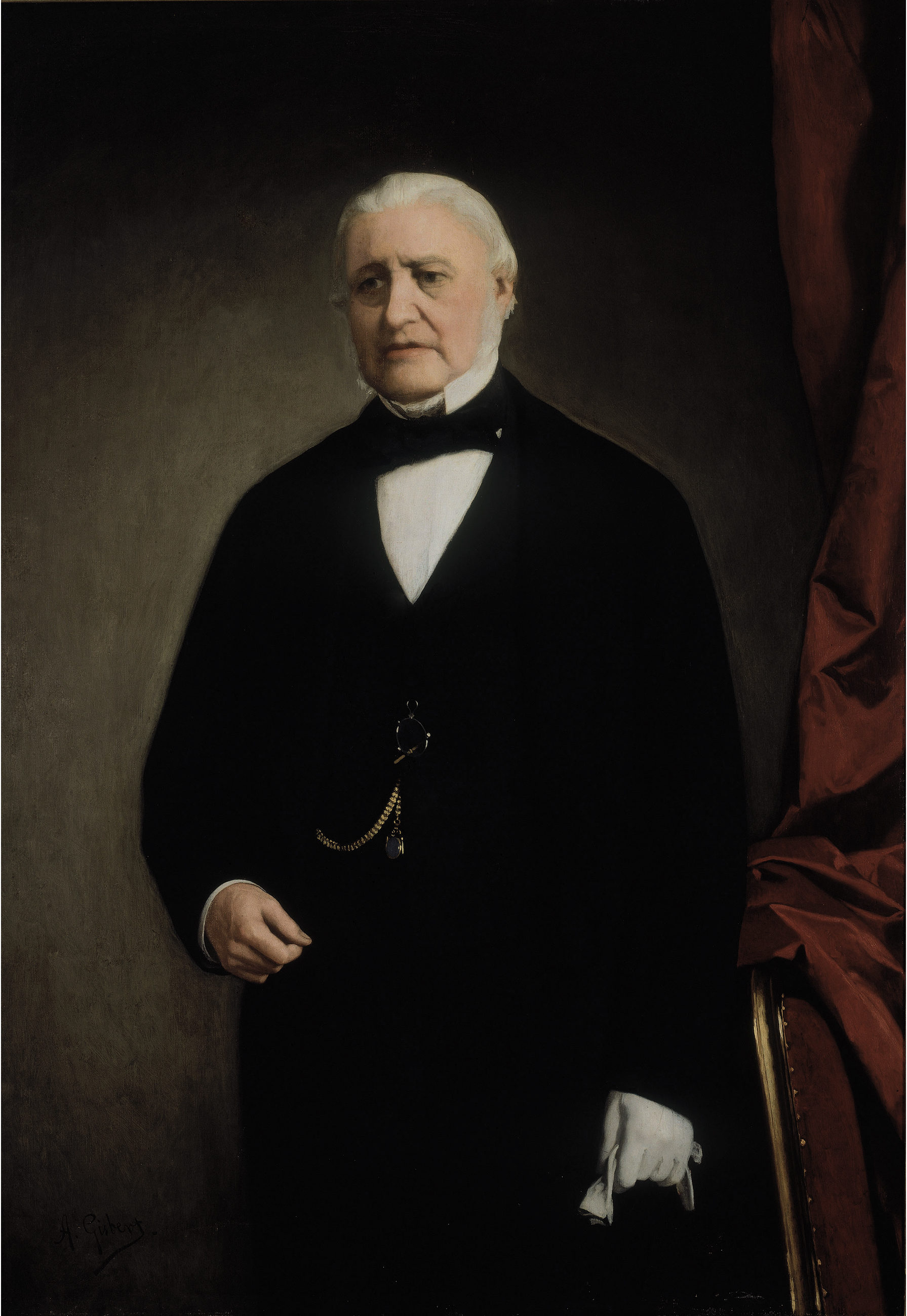
Франсиско Хавьер Истурис.
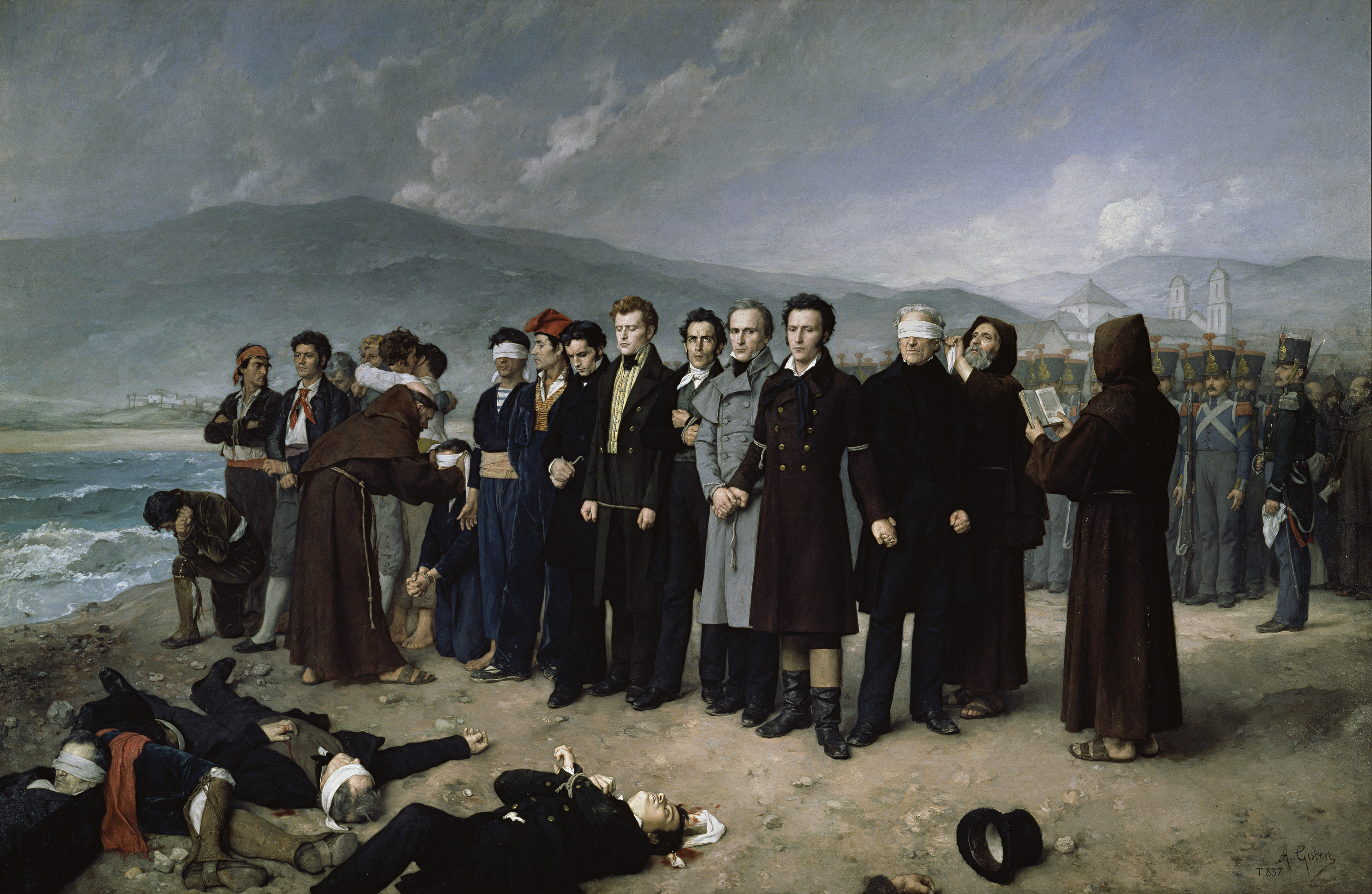
«Казнь Торрихоса и его товарищей на пляжах Малаги» (Антонио Хисберт, 1888).
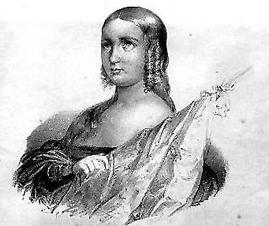
Мариана Пинеда[англ.][21].

## Свободное трёхлетие
Реставрация старого порядка в 1814 году обострила социально-экономические и политические противоречия внутри испанского общества. Развитие капиталистического уклада требовало отказа от феодальных отношений и проведения буржуазных преобразований. Как результат, в армейской среде и в крупных городах — Мадриде, Барселоне, Валенсии, Гранаде, Кадисе, Ла-Корунье — возникали тайные общества, участники которых — офицеры, юристы, интеллигенция, предприниматели — ставили перед собой цель подготовить пронунсиамьенто — государственный переворот — и установить конституционную монархию. В 1814—1819 годах неоднократно предпринимались попытки подобных выступлений, которые жестоко подавлялись властями. Однако репрессии не могли покончить с революционным движением.
1 января 1820 года недалеко от Кадиса началось восстание военных во главе с подполковником Рафаэль Риего. Целью восставших было восстановление конституции 1812 года. Известие о восстании Риего всколыхнуло всю страну. В конце февраля — начале марта 1820 года начались волнения в крупнейших городах Испании. 9 марта король Фердинанд VII вынужден был объявить о восстановлении конституции 1812 года, созыве кортесов и упразднении инквизиции. Король назначил новое правительство, состоявшее из умеренных либералов — «модерадос». Так начался период, известный в испанской истории как «Свободное (либеральное) трёхлетие» (исп. Trienio Liberal).
Были ликвидированы майораты, закрыта часть монастырей, а их земли национализированы, наполовину сокращена церковная десятина, введены прямой подоходный земельный налог и единый таможенный тариф. В 1821 году оживилась контрреволюция, опиравшаяся на поддержку иностранных держав. В октябре 1822 года Веронский конгресс Священного союза принял решение об организации интервенции и 7 апреля 1823 года французские войска перешли испанскую границу. Разочарование крестьянских масс в политике либеральных правительств, быстрый рост налогов, а также борьба духовенства против нового порядка привели к тому, что крестьяне не поднялись на борьбу с интервентами. 30 сентября 1823 года леволиберальное правительство «эксальтадос» во главе с Хосе Луяндо капитулировало. 1 октября 1823 года король восстановил абсолютистский режим.
Именно во время «Свободного трёхлетия» испанские либералы разделились на умеренных «модерадос» (Франсиско Мартинес де ла Роса, Эваристо Перес де Кастро, Эусебио Бардахи, Хосе Габриэль де Сильва-Базан и другие) и более радикальных «эксальтадос» (Рафаэль дель Риего-и-Нуньес, Антонио Кирога, Антонио Алькала Гальяно, Франсиско Хавьер де Истурис, Хосе Мария Калатрава и Хуан Альварес Мендисабаль). Использовались также выражения умеренная фракция (fracción templada) и фракция конституционалистов (fracción de los constitucionales).

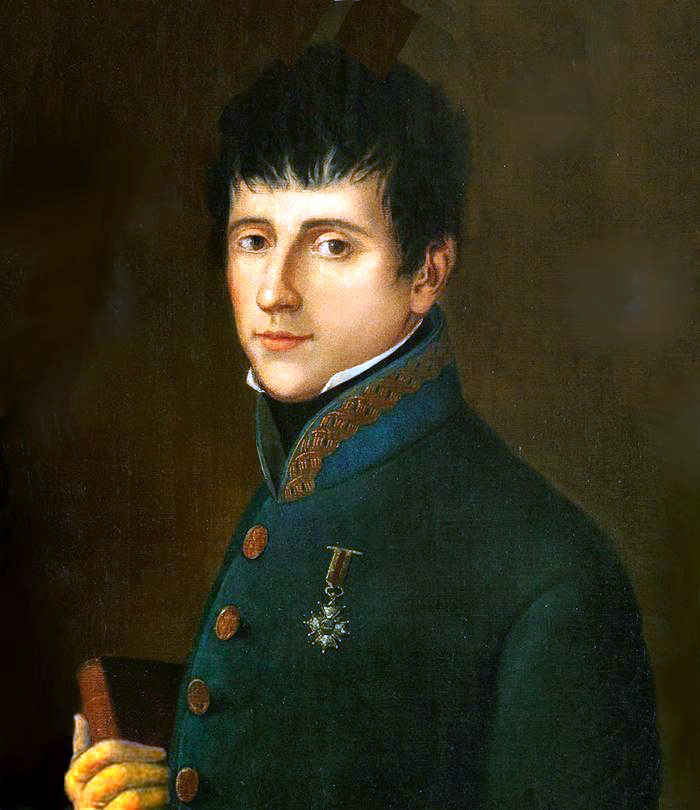
Генерал Рафаэль дель Риего-и-Нуньес.
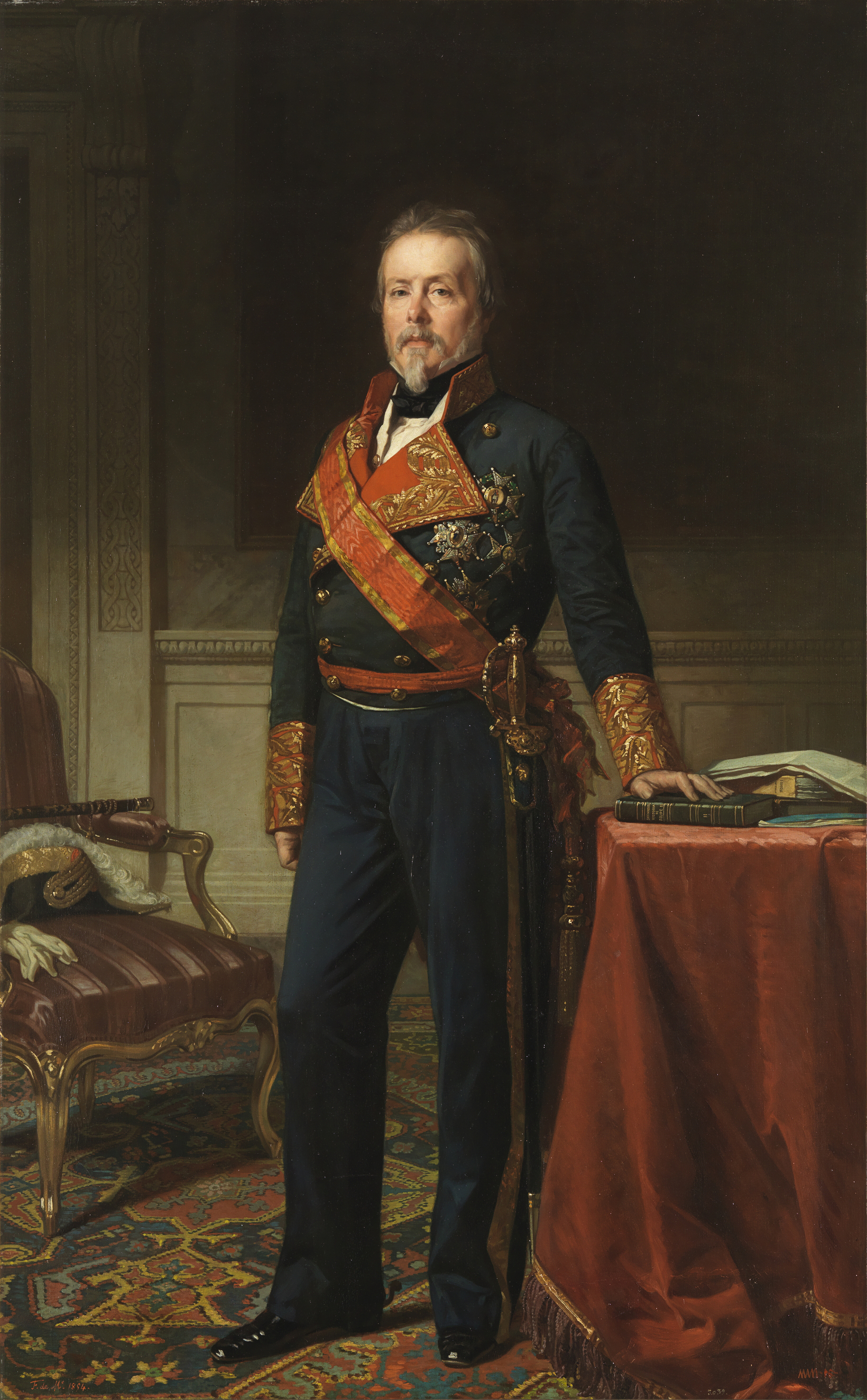
Эваристо Фернандес де Сан-Мигель[исп.].
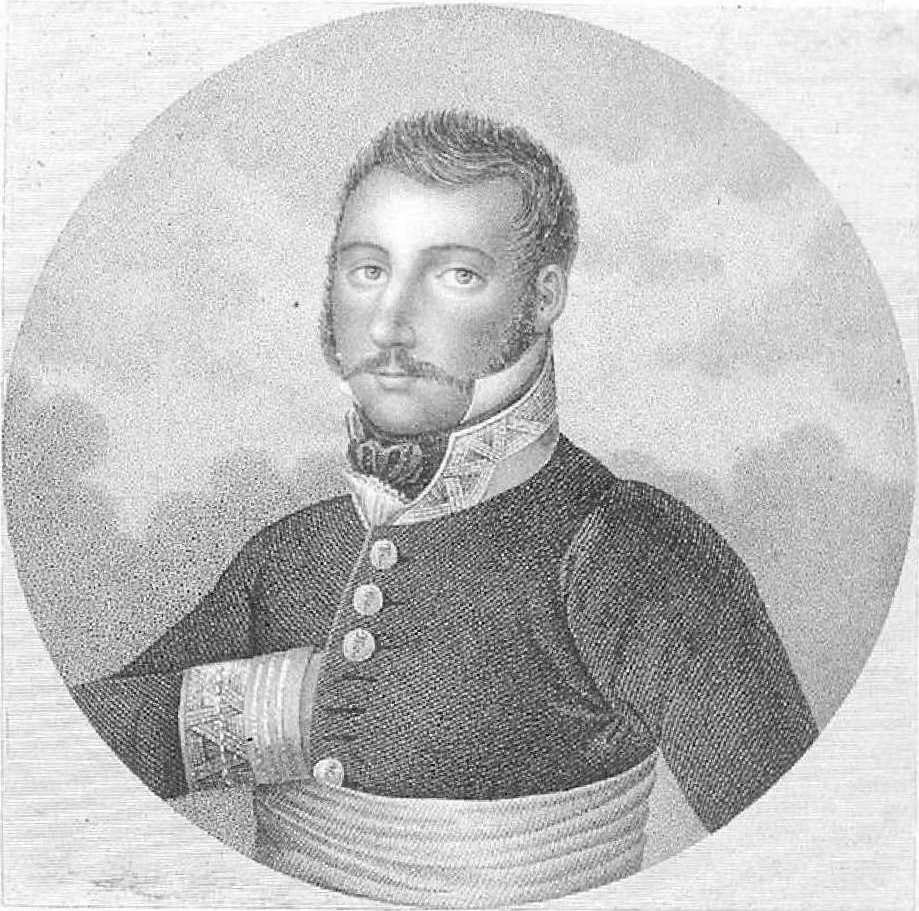
Антонио Кирога.
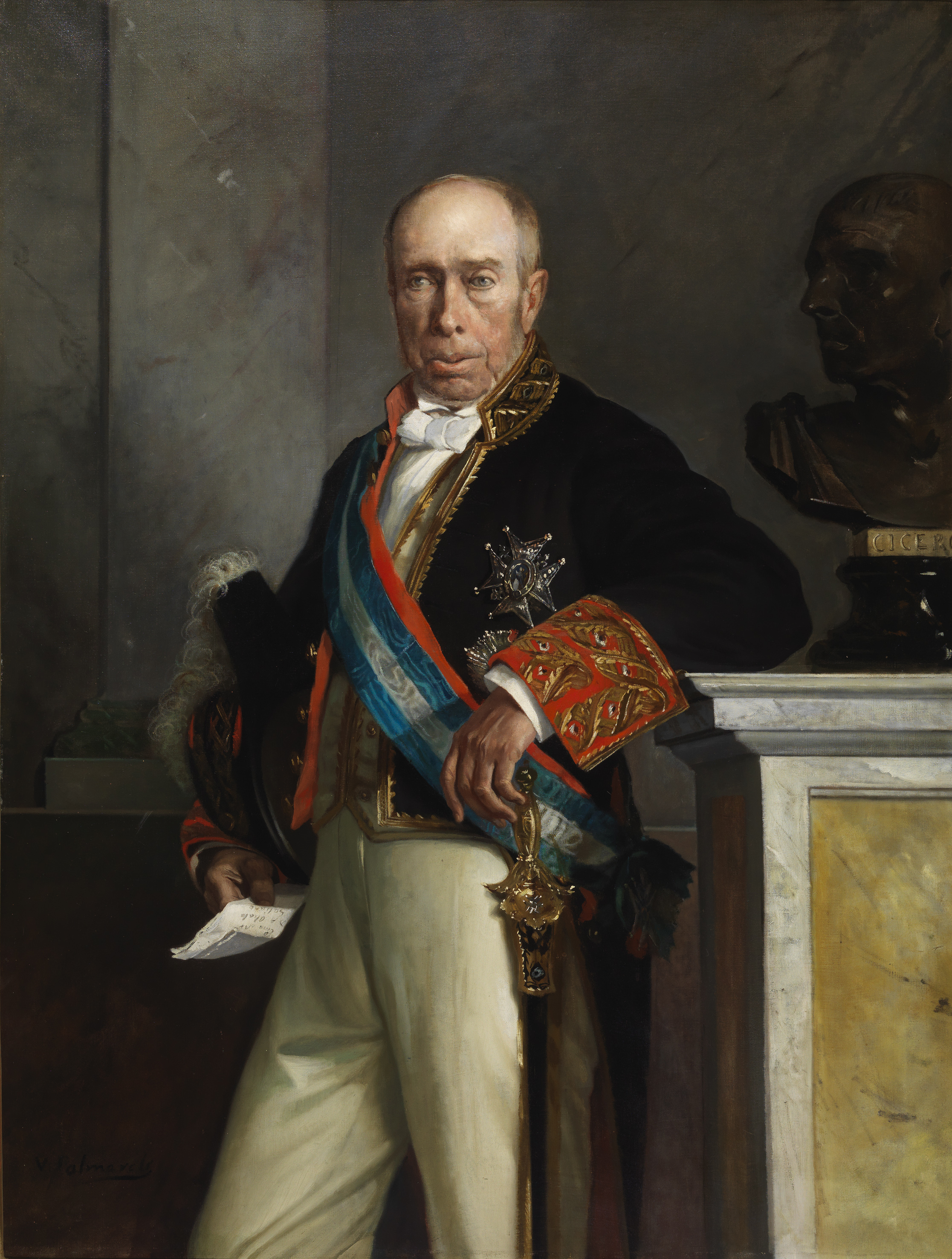
Антонио Алькала Гальяно.
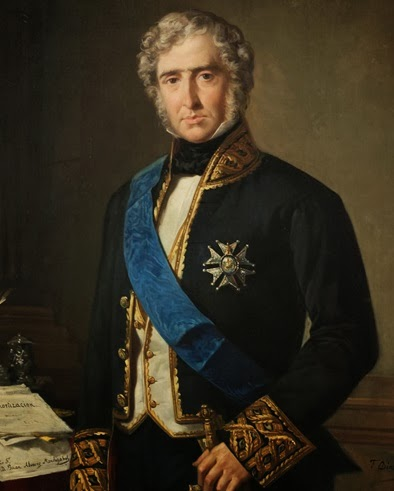
Хуан Альварес Мендисабаль
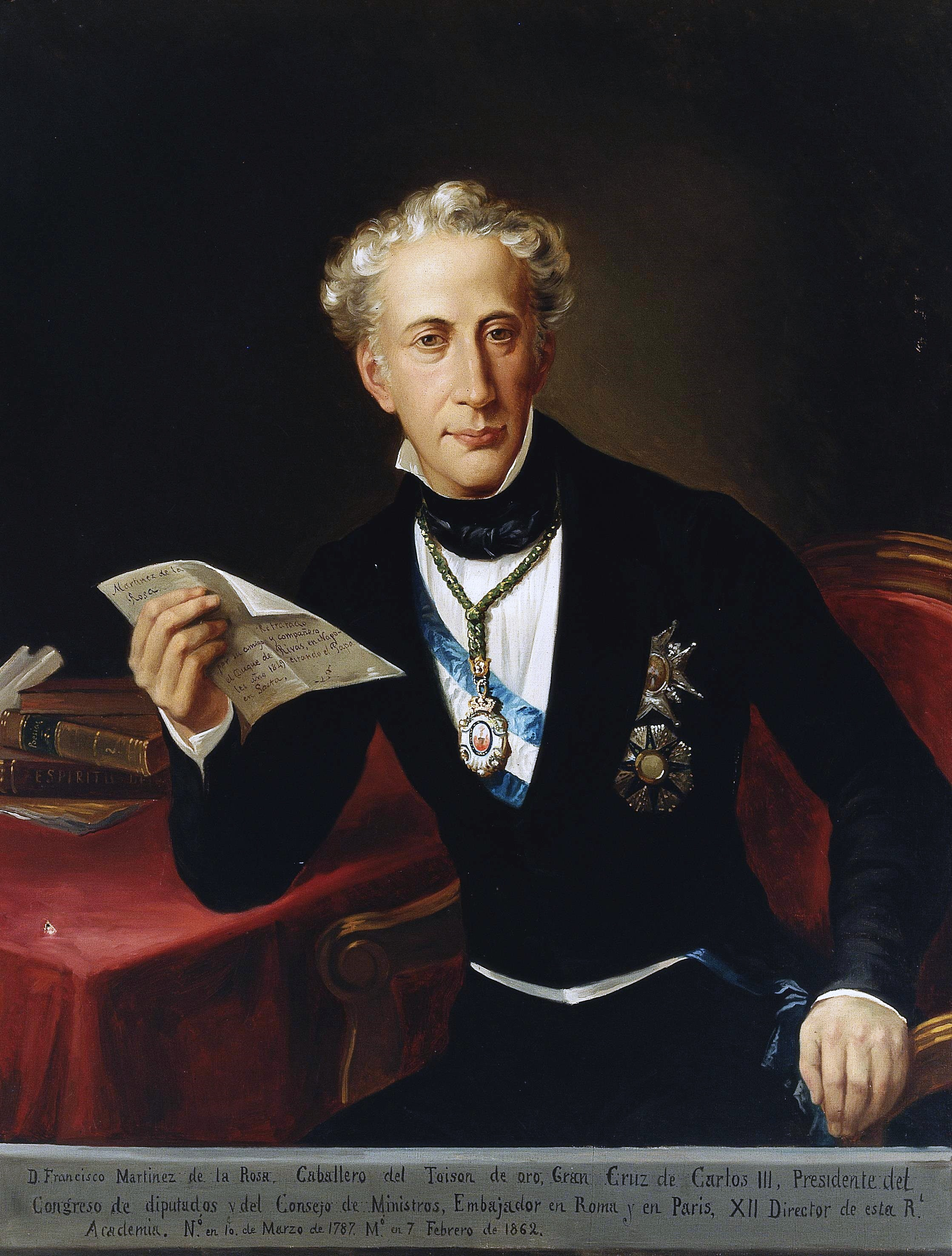
Франсиско Мартинес де ла Роса.
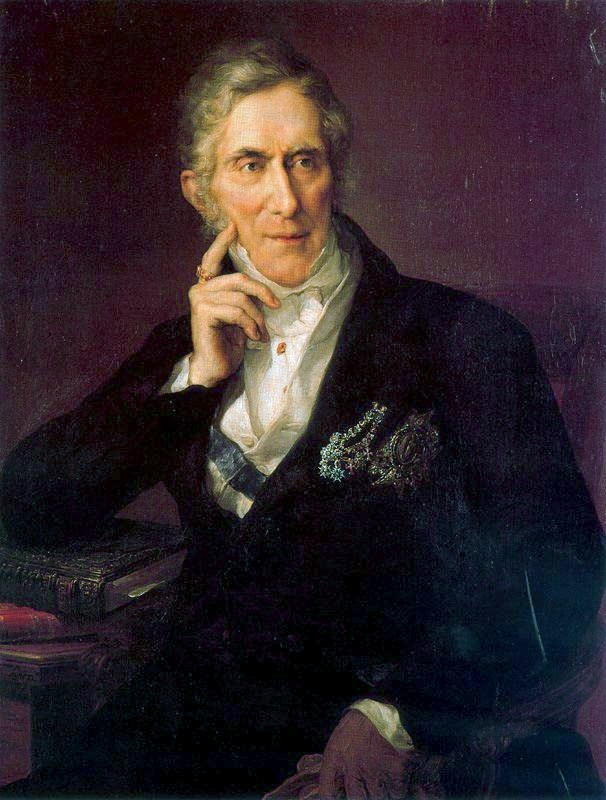
Эваристо Перес де Кастро.
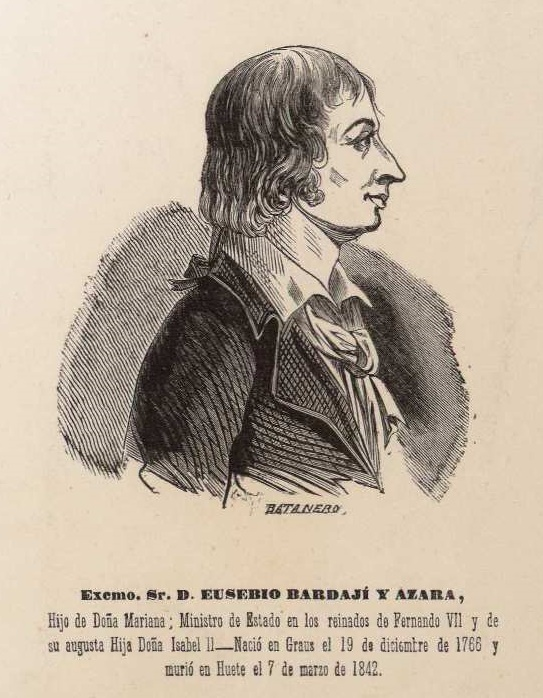
Эусебио Бардахи.
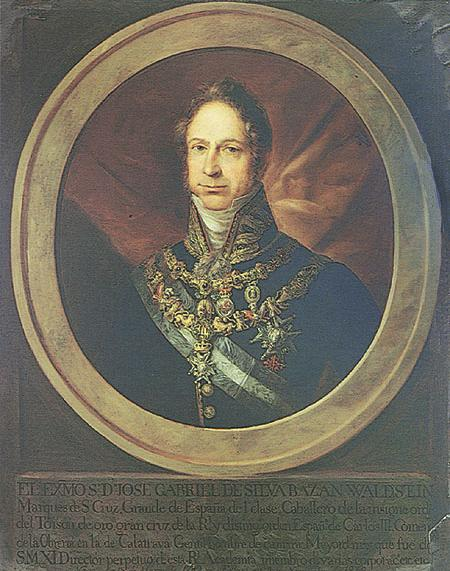
Хосе Габриэль де Сильва-Базан.

## Либералы времён правления Изабеллы II

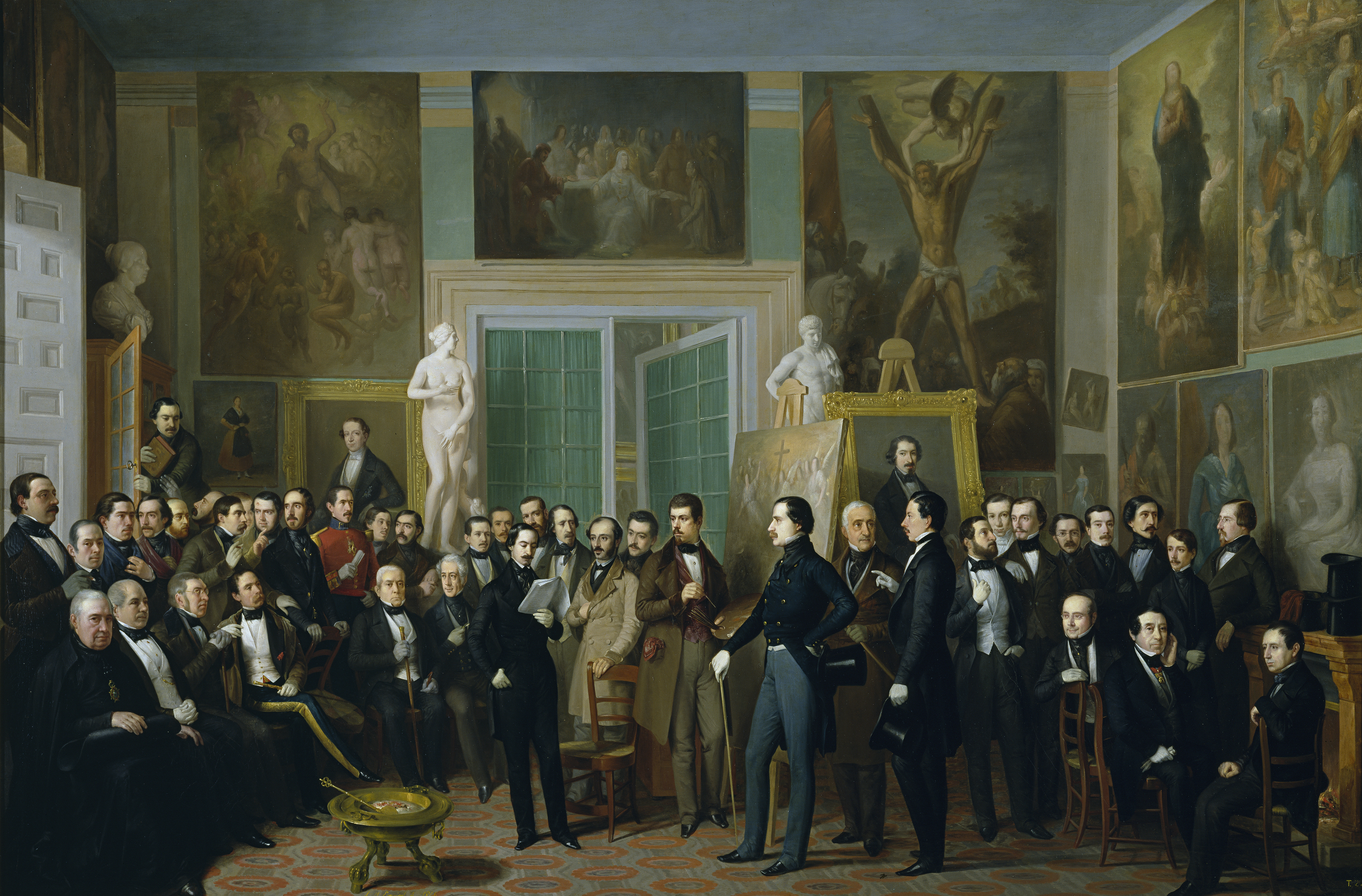
«Современные поэты. Чтение Соррильи в мастерской художника» (Антонио Мария Эскивель (1846), Музей Прадо). Почти все они идентифицировали себя с либеральной идеологией.

Изабелла II (1833—1868) вступила на престол благодаря отмене её отцом, Фердинандом VII, салического закона, лишившего женщин права престолонаследия. Это решение одобрили испанские либералы, не желавшие видеть на троне реакционера и ретрограда брата короля Дона Карлоса, который должен был унаследовать престол, но вызвало возмущение консерваторов. После смерти Фердинанда началась борьба между вдовой, королевой Марией Кристиной, ставшей регентом при малолетней дочери, и братом покойного короля. Так как Дон Карлос имел много сторонников среди знати, духовенства и части народа, то Марии Кристине пришлось пойти на союз с нелюбимыми либералами, назначив Франсиско Мартинеса де ла Росу премьер-министром. Испания раскололась на карлистов, приверженцев Дона Карлоса, защитников старого режима и феодальных порядков, и изабелистов, сторонников либеральных реформ, сплотившихся вокруг Изабеллы. Также некоторое время использовался термин «кристинисты» (в честь королевы-регентши Марии Кристины де Бурбон).
Правление Изабеллы II началось с гражданской войны. В дальнейшем, всё 35-летнее правление Изабеллы II, и первый этап, пока Испанией управляли регенты, и второй, когда королева сама стала участвовать в управлении, сопровождалось гражданскими конфликтами, в которых активно участвовали испанские либералы, которые в этот период раскололись на две партии: «умеренных» (Мартинес де ла Роса, Алехандро Мон, Рамон Мария Нарваэс, Луис Гонсалес Браво и другие) и прогрессистов (Хуан Альварес Мендисабаль, Салустиано Олосага, Бальдомеро Эспартеро, Паскуаль Мадос и другие). Позже к этим двум партиям добавилась ещё одна, Либеральный союз (Леопольдо О’Доннелл), пытавшаяся играть роль третьей, центристской силы.
Временами испанские либералы враждовали, временами объединялись, выступая единым фронтом против общего врага. Так, во время Первой карлистской войны либералы воевали на стороне королевы-регентши, что не помешало им в 1836 году заставить её вновь ввести в действие либеральную конституцию 1812 года, а затем и принять написанную под диктовку прогрессистов её несколько переработанную версию, конституцию 1837 года. В 1841 году народное восстание закончилось изгнанием Марии Кристины и регентство перешло к генералу-либералу Бальдомеро Эспартеро. В следующие три года Эспартеро активно боролся за власть с Леопольдом О’Доннеллом, Гутьерресом де ла Кончей и другими вождями либералов, пока не был свергнут в 1843 году «умеренными» во главе с Рамоном Мария Нарваэсом, который смог заручиться поддержкой части прогрессистов и армии.
Придя к власти, Нарваэс избавился от союзником и на многие годы стал фактическим правителем Испании. Почти 11 лет, с 1843 по 1853, умеренные были у власти, этот период в испанской истории известен как «умеренное десятилетие» (исп. Década moderada). Правление Нарваэса не было однозначным, так как он то склонялся к умеренному консерватизму с либеральными элементами, то занимал резко клерикальную и антилиберальную позицию. Основными преобразованиями стали создание Гражданской гвардии (1844), новая конституция (1845), налоговая реформа (1845), реорганизация государственного образования, прекращение продажи церковной собственности, первые шаги к административной централизации (закон от 8 января 1845 года), введение суда присяжных (1845), принятие нового закона о выборах (1846), по которому право голоса получили всего 0,8 % от общей численности населения, заключение конкордата с Римом. Политическая коррупция, рост королевской семьи, которая содержалась за государственный счёт, засилье иностранного капитала, череда громких скандалов, ограничения свобод, в том числе, ужесточение цензуры, всё это в итоге привело к свержению «умеренных».
Гражданские политики разных направлений в рамках либерализма

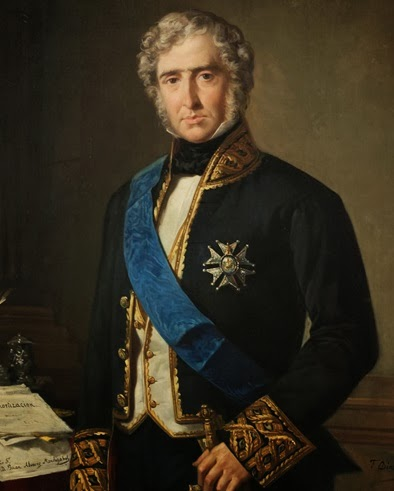
Хуан Альварес Мендисабаль
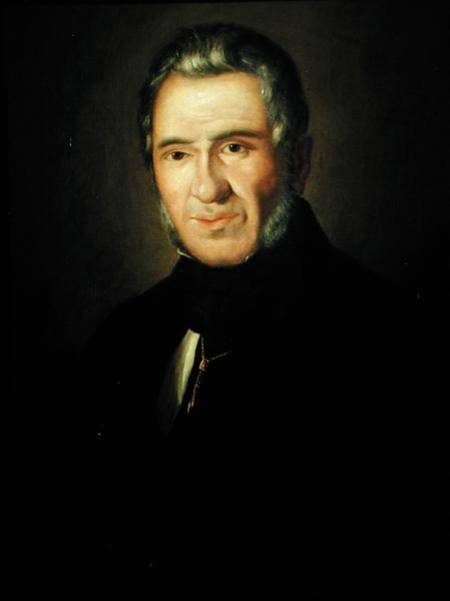
Агустин Аргуэльес
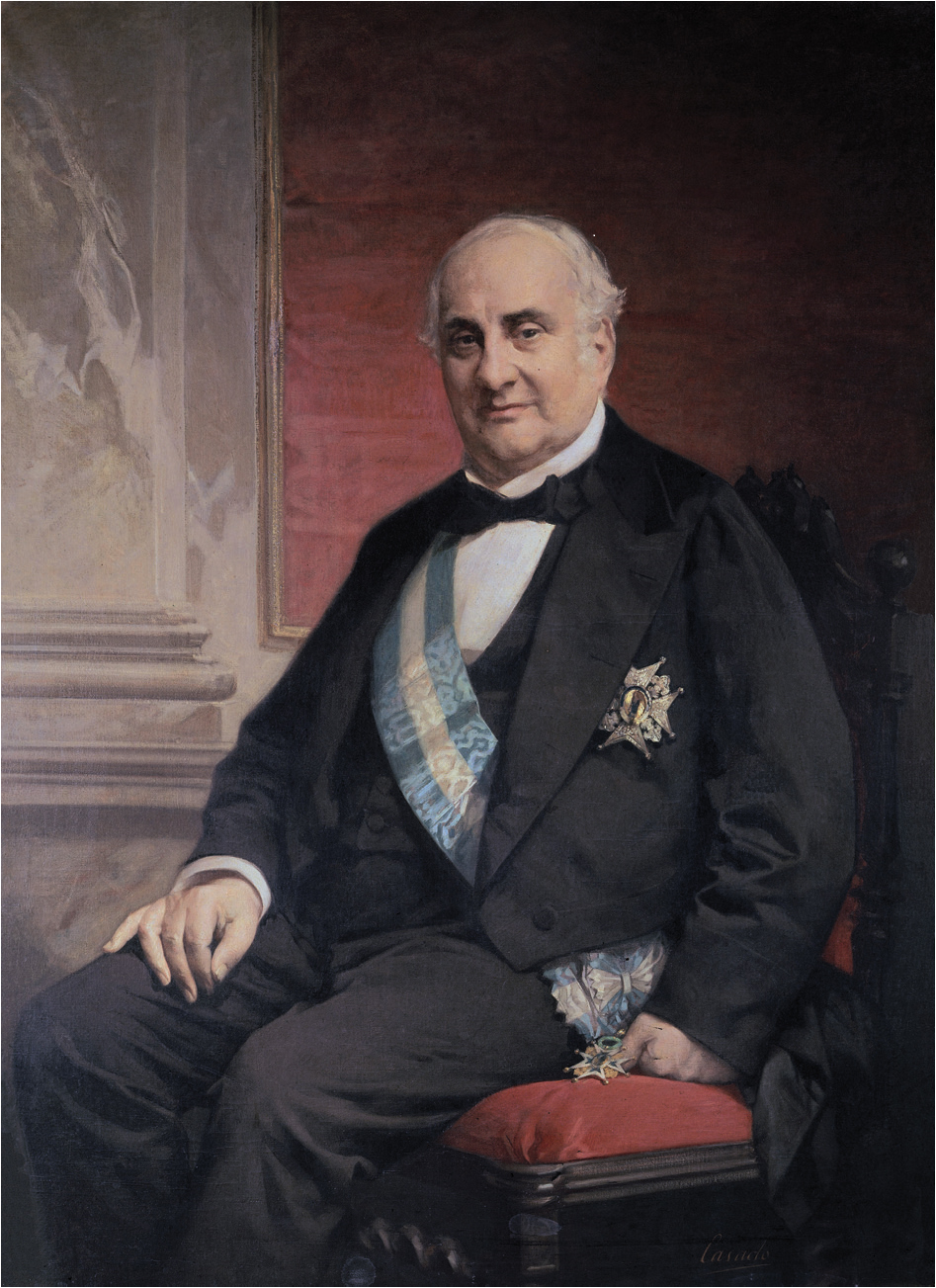
Алехандро Мон и Менендес[исп.]
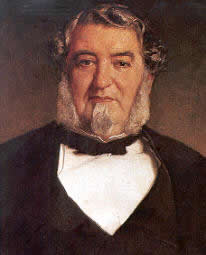
Салустиано Олосага
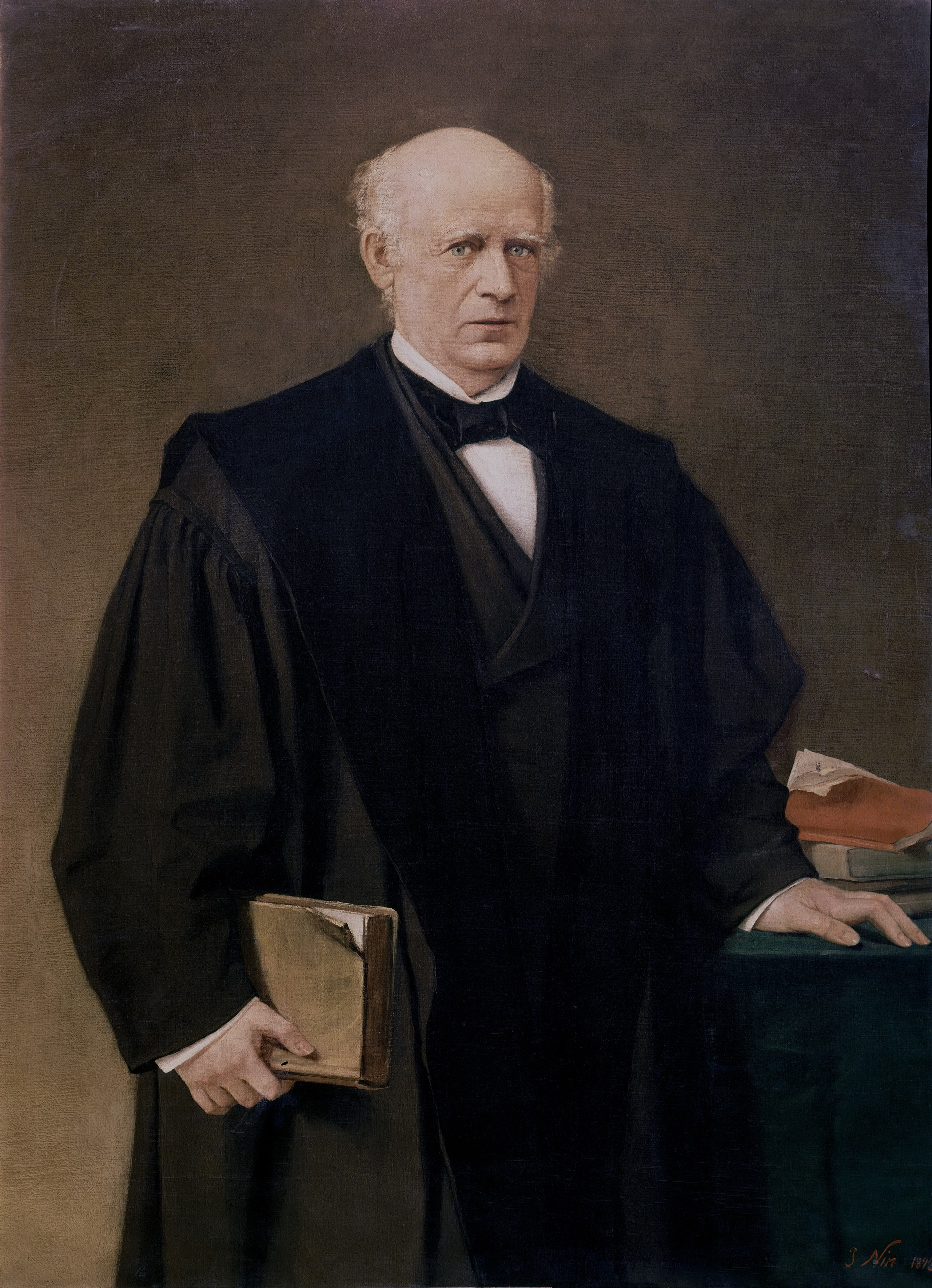
Паскуаль Мадос[исп.]
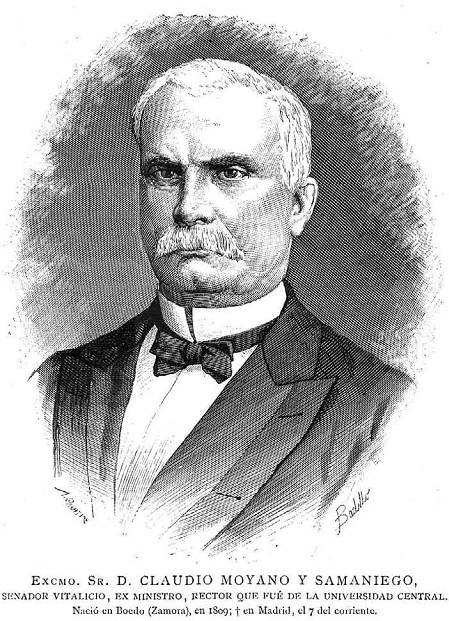
Клаудио Мойано[исп.]
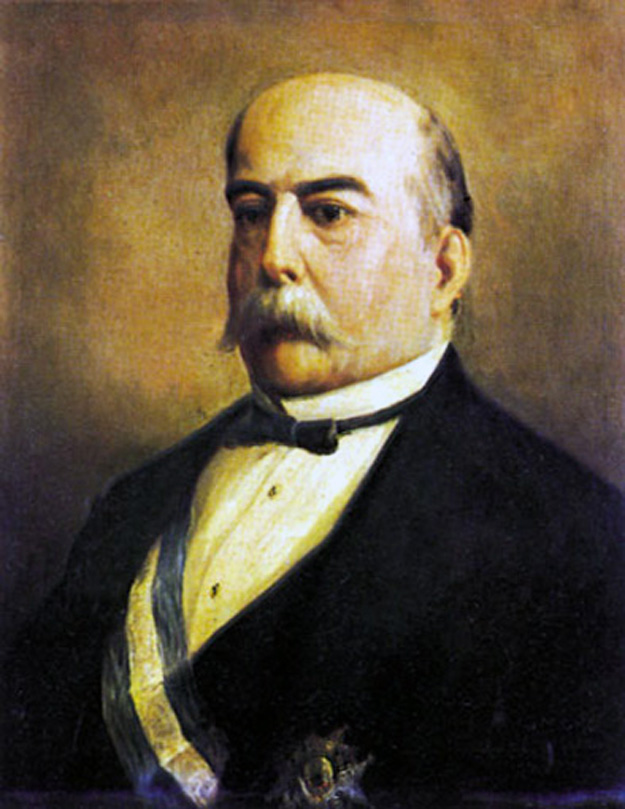
Луис Гонсалес Браво
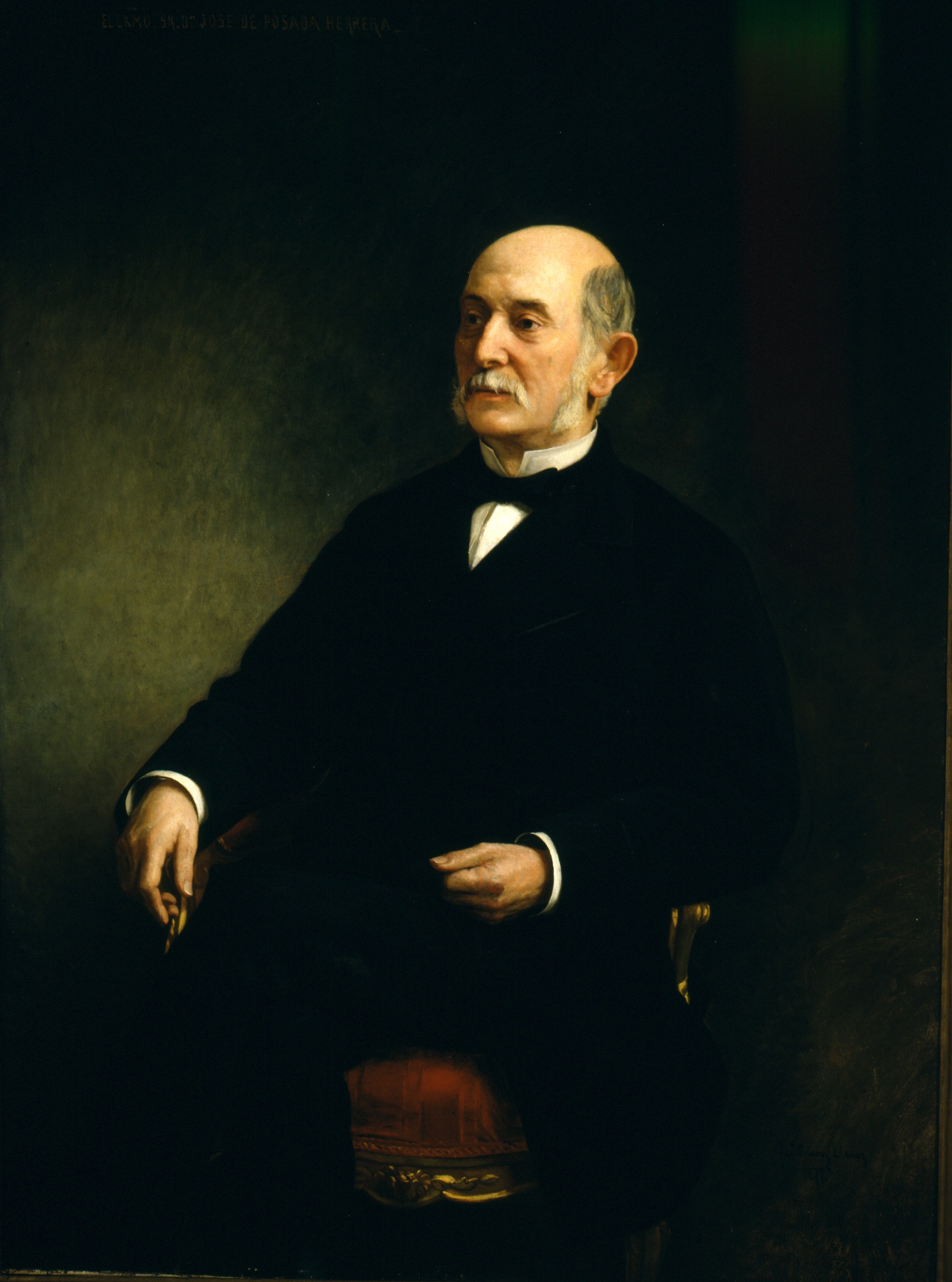
Хосе де Посада Эррера
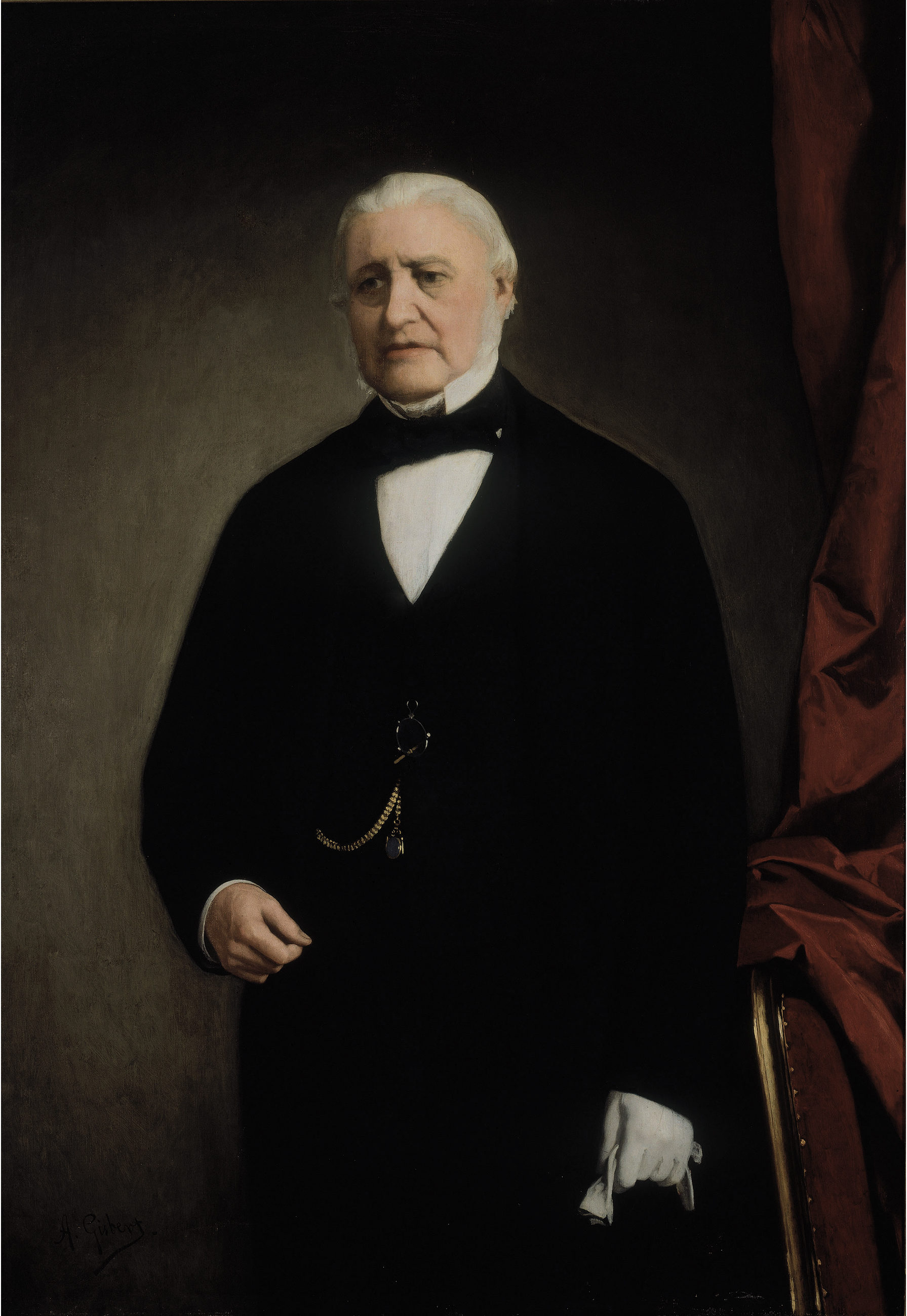
Франсиско Хавьер де Истурис

Военные-политики разных направлений в рамках либерализма

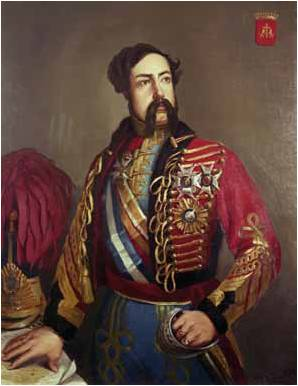
Диего де Леон[исп.]
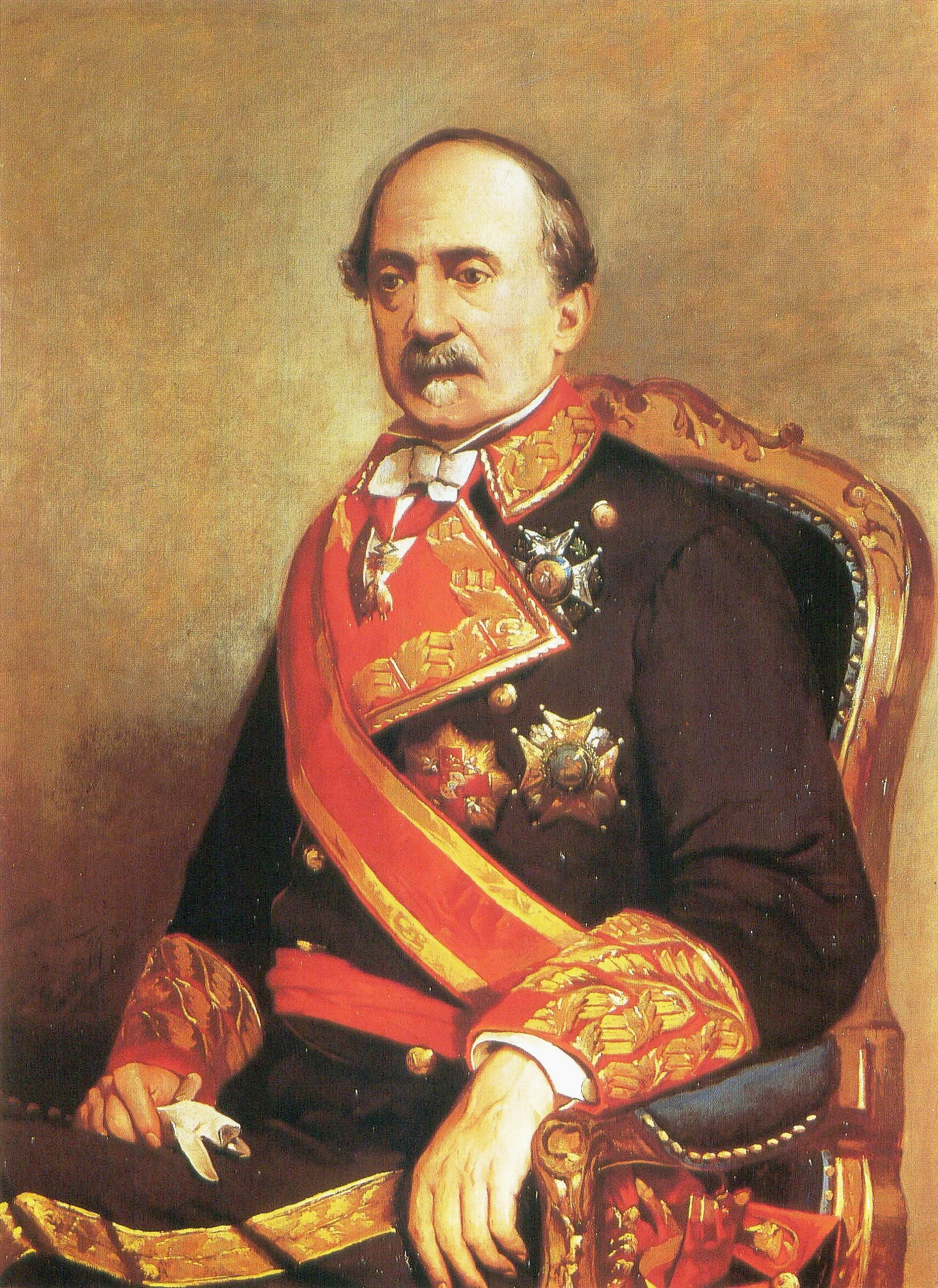
Мануэль Гутьеррес де ла Конча
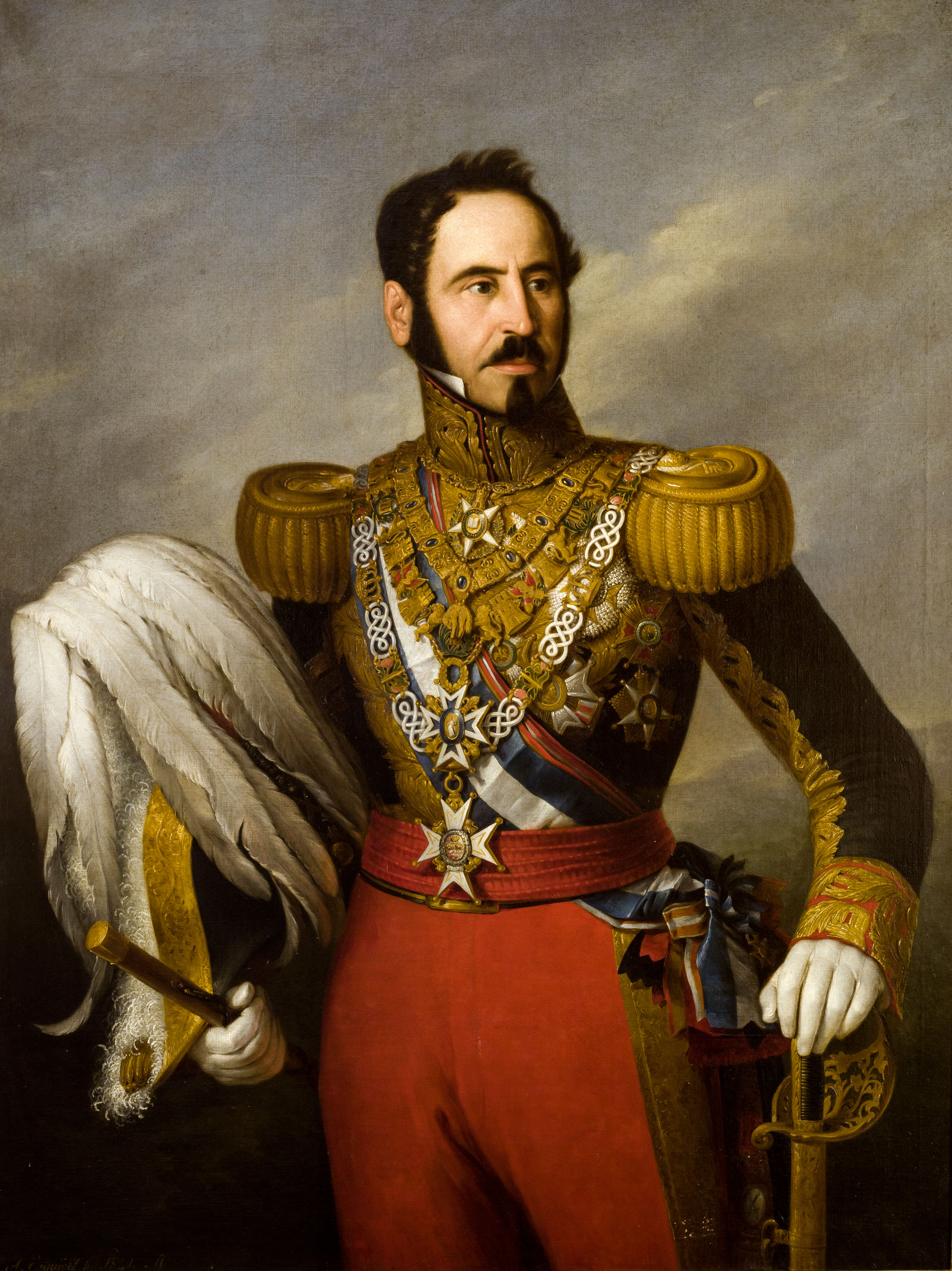
Бальдомеро Эспартеро
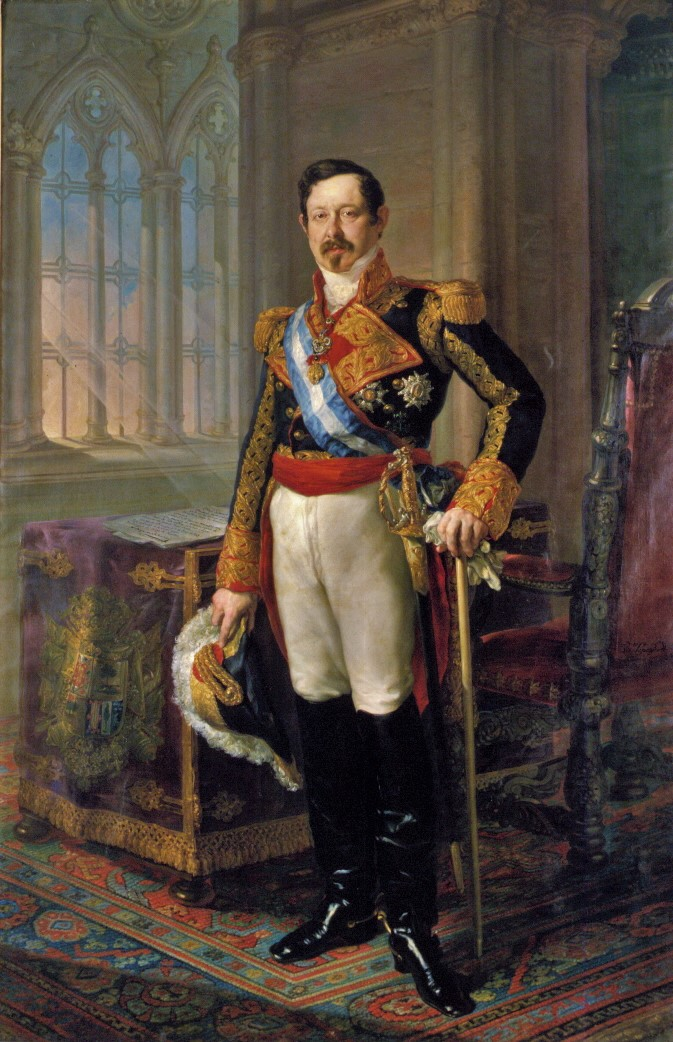
Рамон Мария Нарваэс
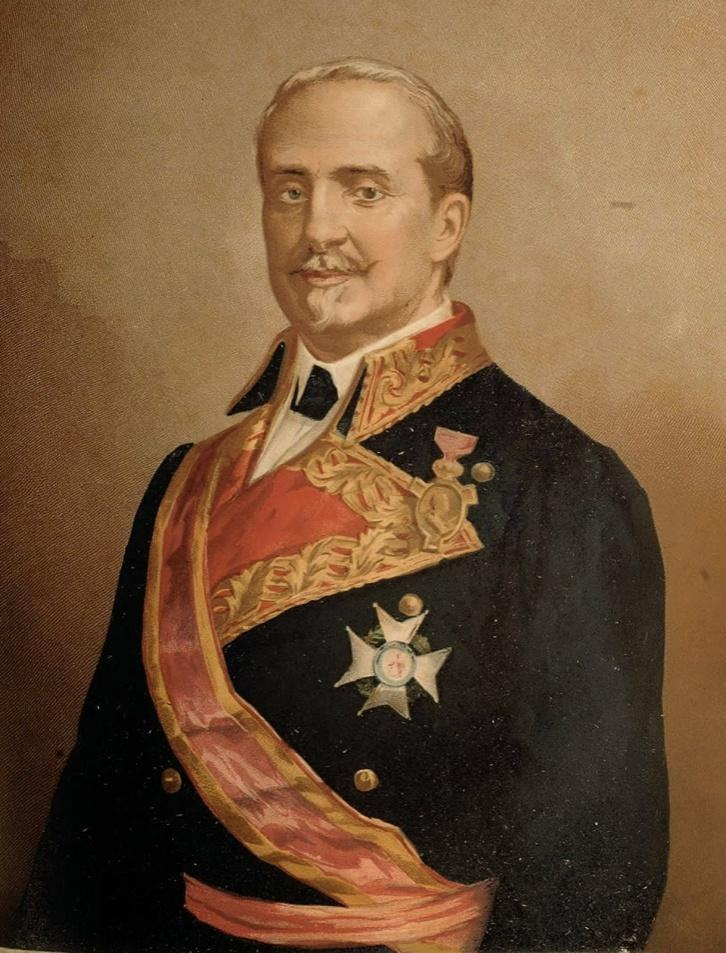
Леопольдо О’Доннелл
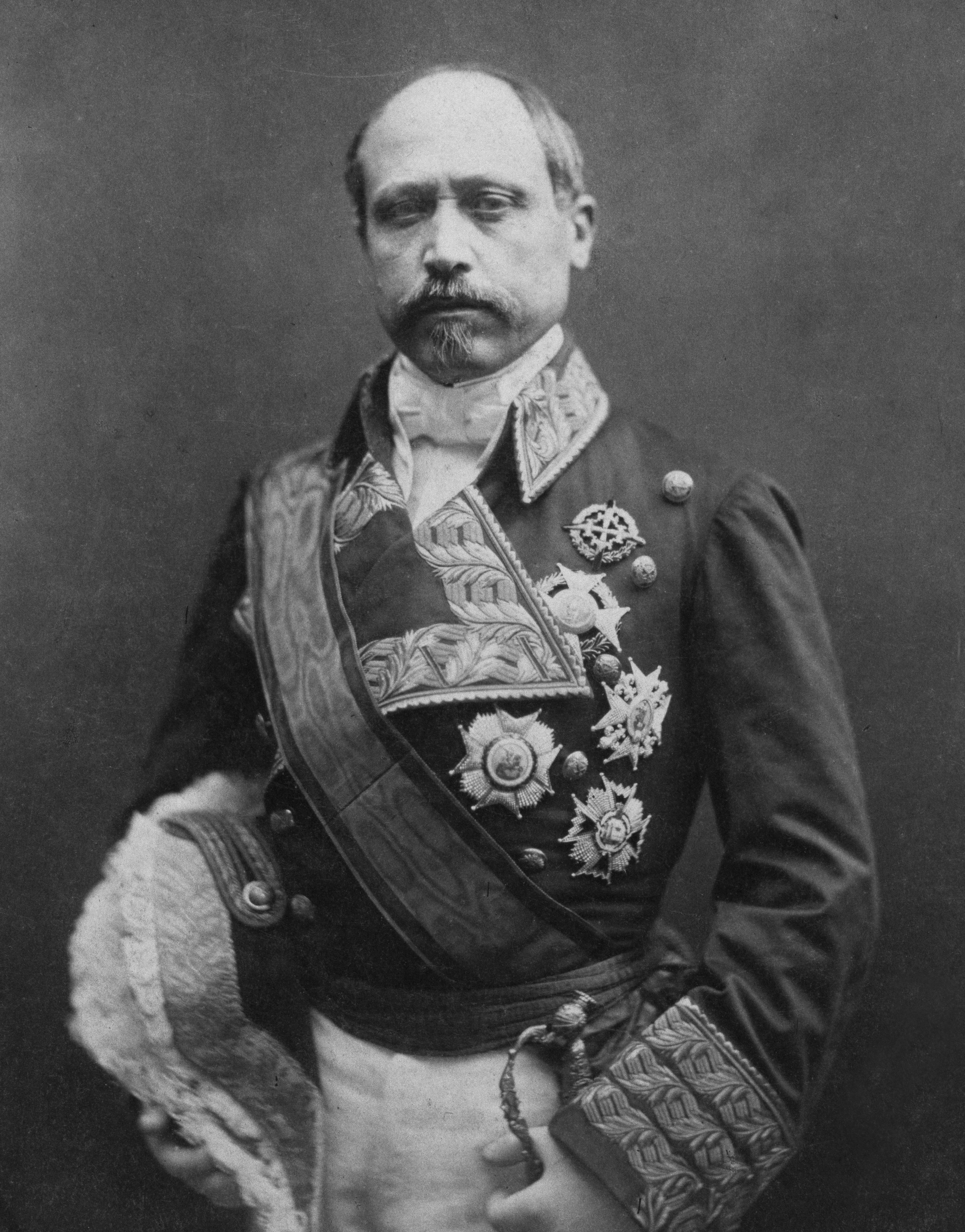
Франсиско Серрано
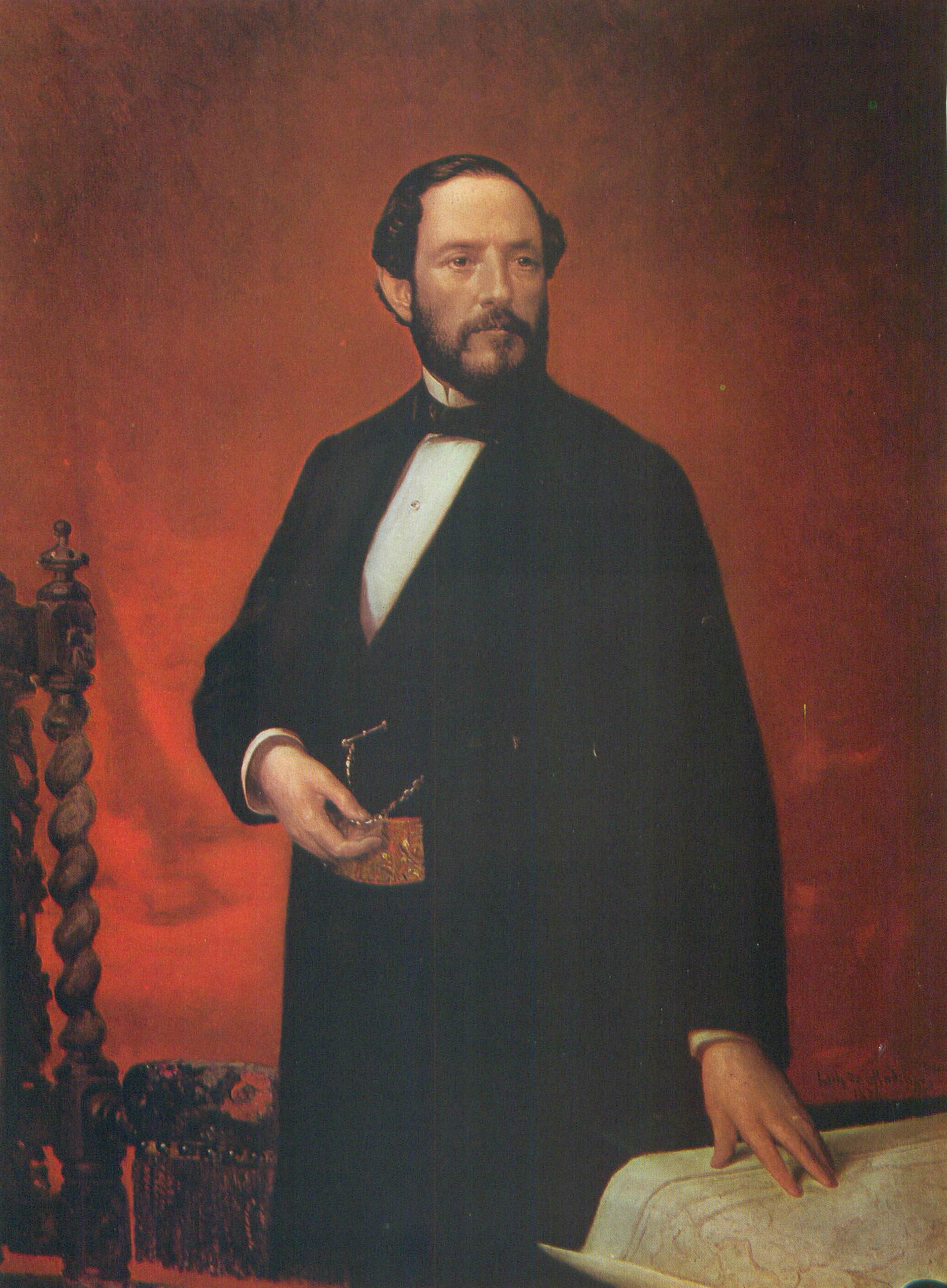
Хуан Прим
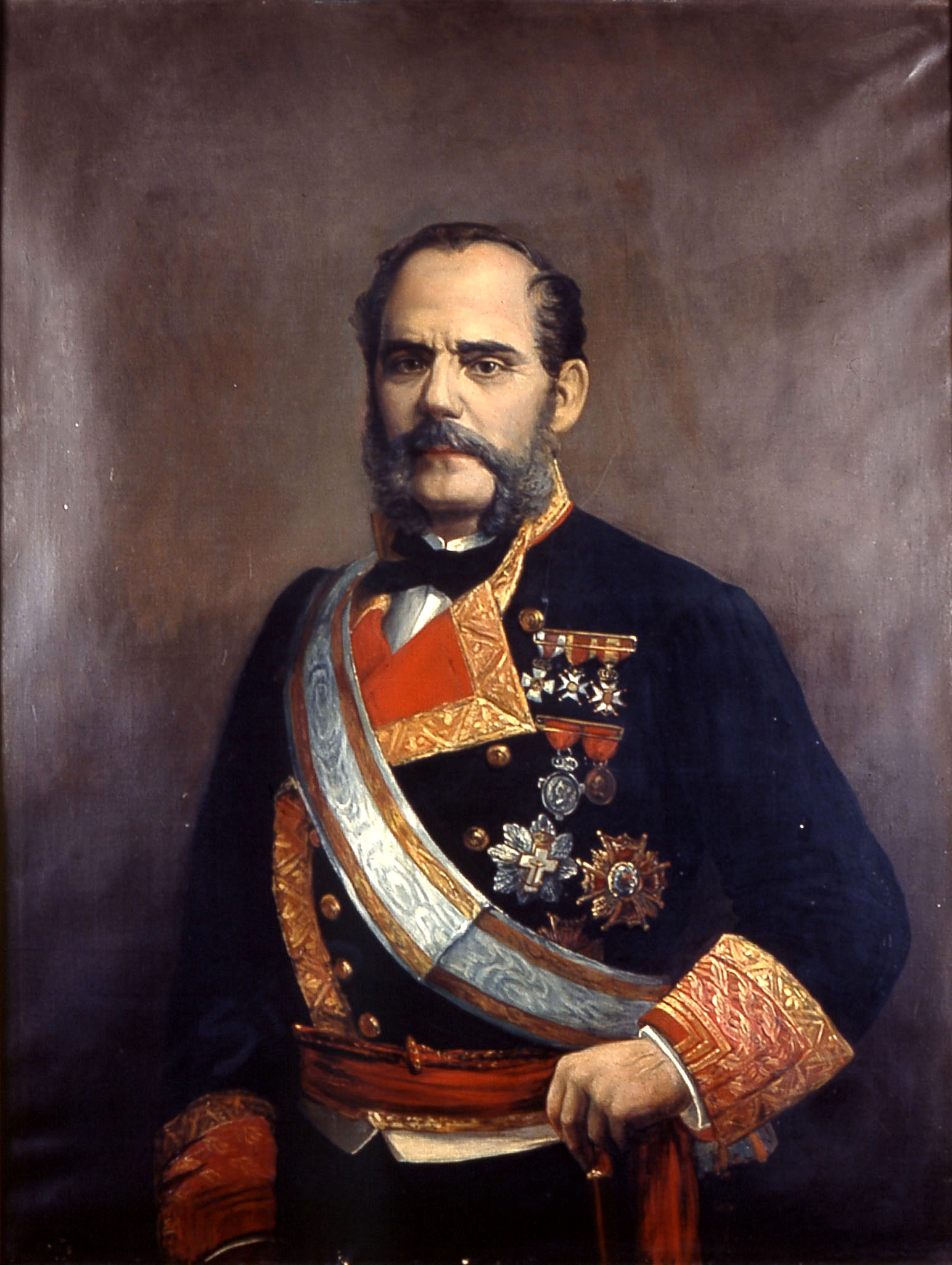
Хуан Баутиста Топете
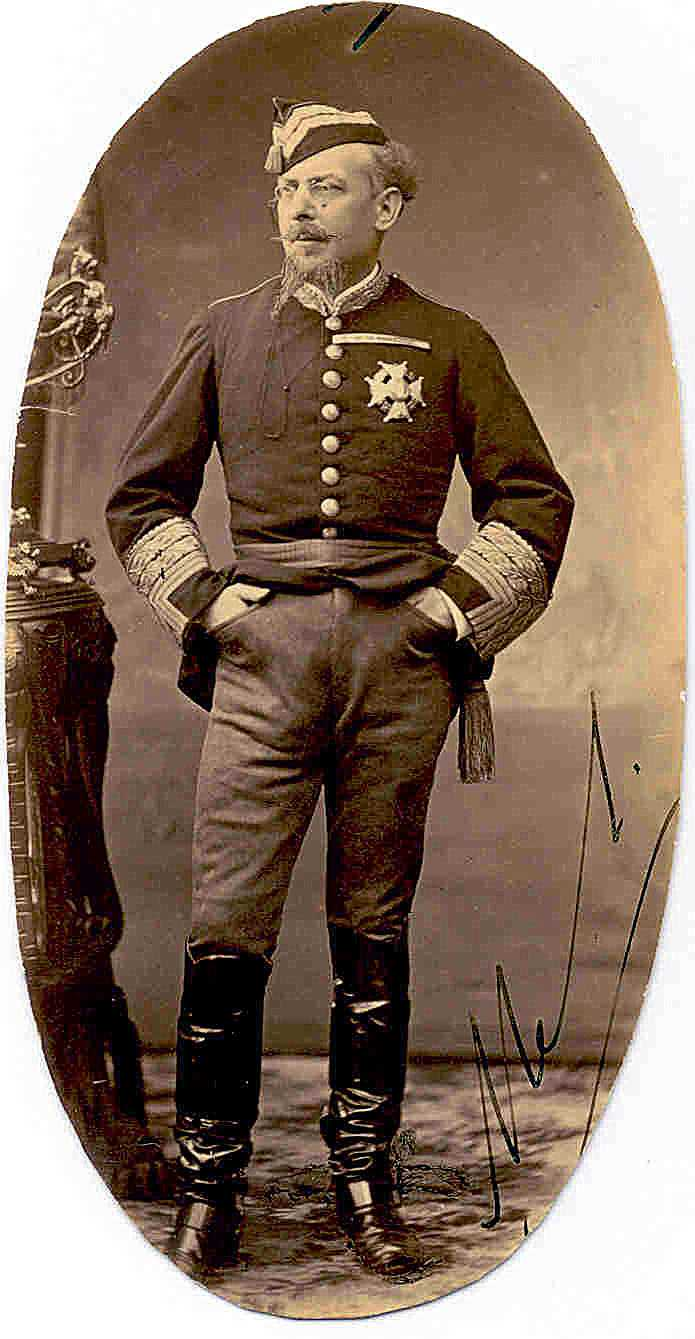
Мануэль Павия

### Экономический либерализм в Испании
С середины XIX века начались интеллектуальные и политические дебаты между сторонниками протекционизма и свободной торговли, которые выражали интересов двух антагонистических групп: кастильско-андалузской землевладельческой олигархии и каталонская буржуазии. В то время как первые, получая доход от сельскохозяйственной продукции, не видели проблемы в открытии внутреннего рынка для иностранной промышленной продукции и допуска иностранного капитала к добычи полезных ископаемых и прокладке железных дорог (предприятий, недоступных неразвитому национальному капиталу), вторые защищали протекционизм, чтобы сохранить слабый национальный рынок и остатки колониального рынки оставшихся у Испании колоний для своей текстильной продукции. Сближение интересов между обеими частями правящего класса произошло только в конце XIX века, что привело к повышению тарифов, которое превратило Испанию в один из самых закрытых в мире рынков до выхода из автаркии и стабилизационного плана 1959 года, осуществённого технократами из Opus Dei. На протяжении всего этого периода в экономической политике наблюдались колебания: англофильская свободная торговля Эспартеро (который даже бомбил Барселону в 1842 году), умеренный тариф 1847 года (продолжение налоговой реформы Мона—Сантильяна), тариф Фигеролы 1869 года, военный тариф 1891 года, тариф Камбо 1922 года и позиция Хосе Кальво Сотело против золотого стандарта, обусловленная исследованиями Флореса де Лемуса.
Школа испанских либеральных экономистов состояла из таких авторов, как Хосе Алонсо Ортис, Хосе Канга Аргуэльес, Альваро Флорес Эстрада и Валентин де Форонда. Несмотря на расхождение интересов с каталонской промышленной буржуазией (представленной протекционистской школой Эудальда Жаумеандреу), среди экономистов, выступавших за свободную торговлю, были и каталонцы: Лауреано Фигерола, Хоакин Санрома, Луис Мария Пастор, Хоакин Гисберт, братья Бона. Среди институтов, приверженцев свободной торговли, были Свободное общество политической экономии и Ассоциация за реформу тарифов, а также другие организации, такие как Мадридское королевское экономическое общество друзей страны и Торгово-промышленное общество. Среди тех, кто придерживался протекционистской тенденции, были Индустриальный институт, Общество содействия национальному труду, Содействие национальному производству и другие учреждения, которые функционировали с 1771 года как лоббистские группы или ассоциация текстильных работодателей.

## Либерализм периода Демократического шестилетия
Революция 1868 года, ознаменовало начало так называемого «Демократического шестилетия» (1868—1974), в ходе которого была свергнута королева Изабелла II, а вместе с ней и испанские Бурбоны, избран новый король, Амадей I (король Испании), из Савойского дома, который столкнувшись с социальным кризисом и началом второй карлистской войны, меньше чем через 2,5 года отрёкся от престола, после чего была провозглашена Испанская республика (1873—1874), Завершилось «Демократическое шестилетие» военным переворотом генерала Мануэля Павии, после чего монархия была восстановлена и престол вернулся к Бурбонам в лице сына Изабеллы Альфонса XII.
Во время «Демократического шестилетия» резко возросло влияние левых либералов, от демократов до республиканцев, которые впервые были допущены к власти. Точно так же, как в социальном отношении буржуазия из революционной стала консервативной, термин «либеральный» перестал обозначать радикальные варианты и стал общим для всех центристских сил, исключаюя только крайние или радикальные маргинальные варианты, такие как карлизм и рабочее движение. Тот же изгнанный принц Альфонсо де Бурбон назвал себя «либералом» в завершающих строках Сандхёрстского манифеста (1 декабря 1874 года):

Я не перестану быть ни хорошим испанцем, ни хорошим католиком, как все мои предки, ни, как человек века, по-настоящему либералом.
Оригинальный текст (исп.)Ni dejaré de ser buen español ni, como todos mis antepasados, buen católico, ni, como hombre del siglo, verdaderamente liberal.
— Manifiesto de Sandhurst. 1874. Comentario de Texto Histórico por Víctor Cantos

## Либерализм периода Реставрации
В Испании периода Реставрации сформировалась двухпартийная система, в рамках которой так называемые «династические» партии (Либерально-консервативная Антонио Кановаса дель Кастильо и Либеральная Пракседеса Матео Сагасты) по очереди сменяли друг друга у власти. Выборы лишь формально носили характер конкурентных, на деле они проводились в соответствии с планом «Мирный поворот» Кановаса дель Кастильо. Согласно ему выбор между партиями должен был делать король, после чего политикам оставалось лишь оформить победу нужной партии. «Мирный поворот» полностью исключал возможности победы на выборах любых партий, кроме «династических». Это достигалось местными боссами, прозванными «касиками», как с помощью подкупа и давления на избирателей, так и путём фальсификации выборов. Главная цель «Мирного поворота» было не допустить перерастания борьбы партий, лояльных королю и династии, за власть в политический кризис, грозивший стране очередной гражданской войной. Кановасу дель Кастильо и примкнувшему к его плану Сагасте удалось создать политическую систему, которая обеспечила Испании после многих лет революций и гражаднских войн более 40 лет относительной стабильности. Но именно в эти годы либерализм обесценился в глазах большинства испанцев и потерял своё прежнее значение. Переворота генерала Примо де Ривера в 1923 году ликвидировал систему династических партий.

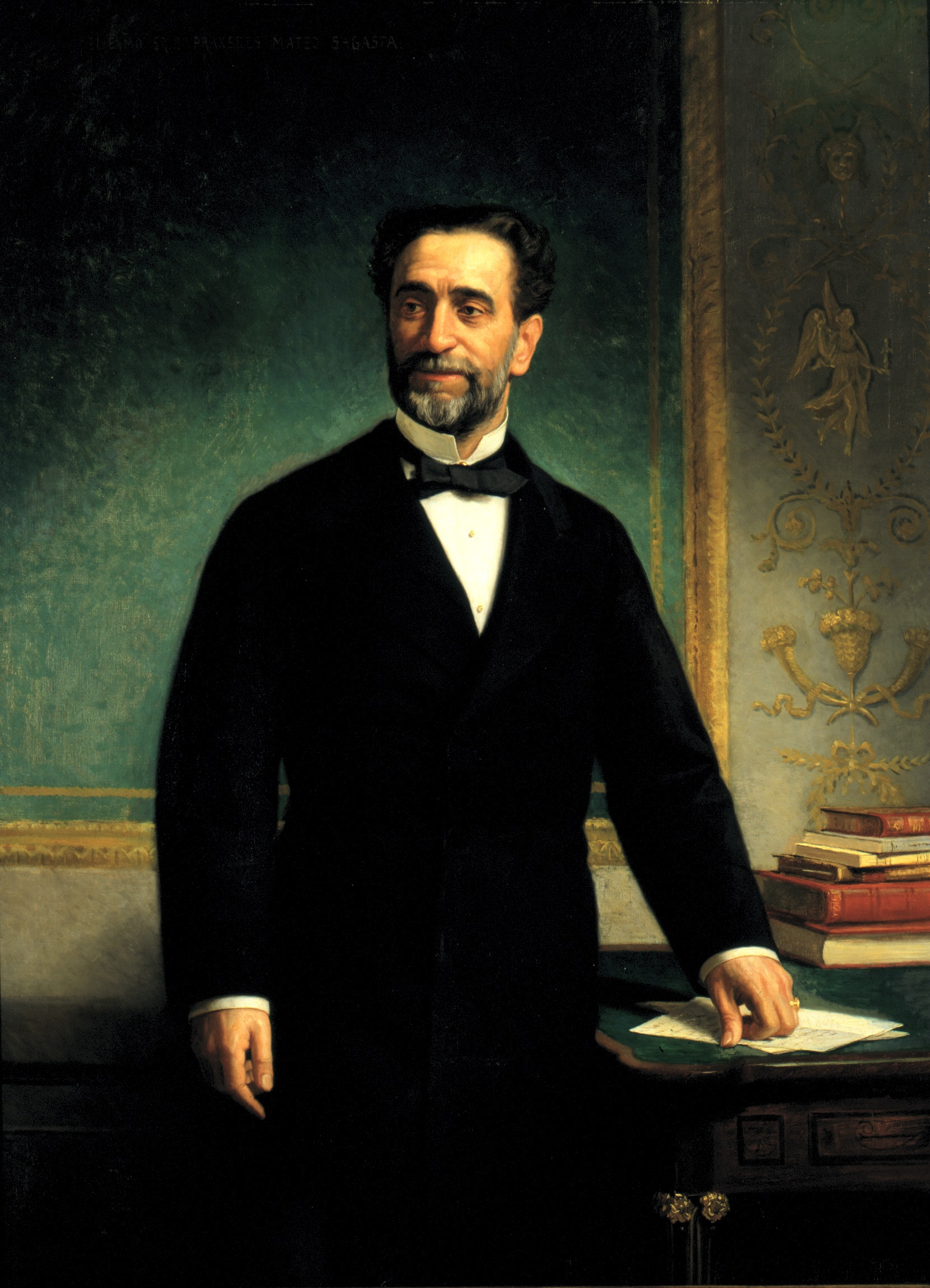
Пракседес Матео Сагаста.
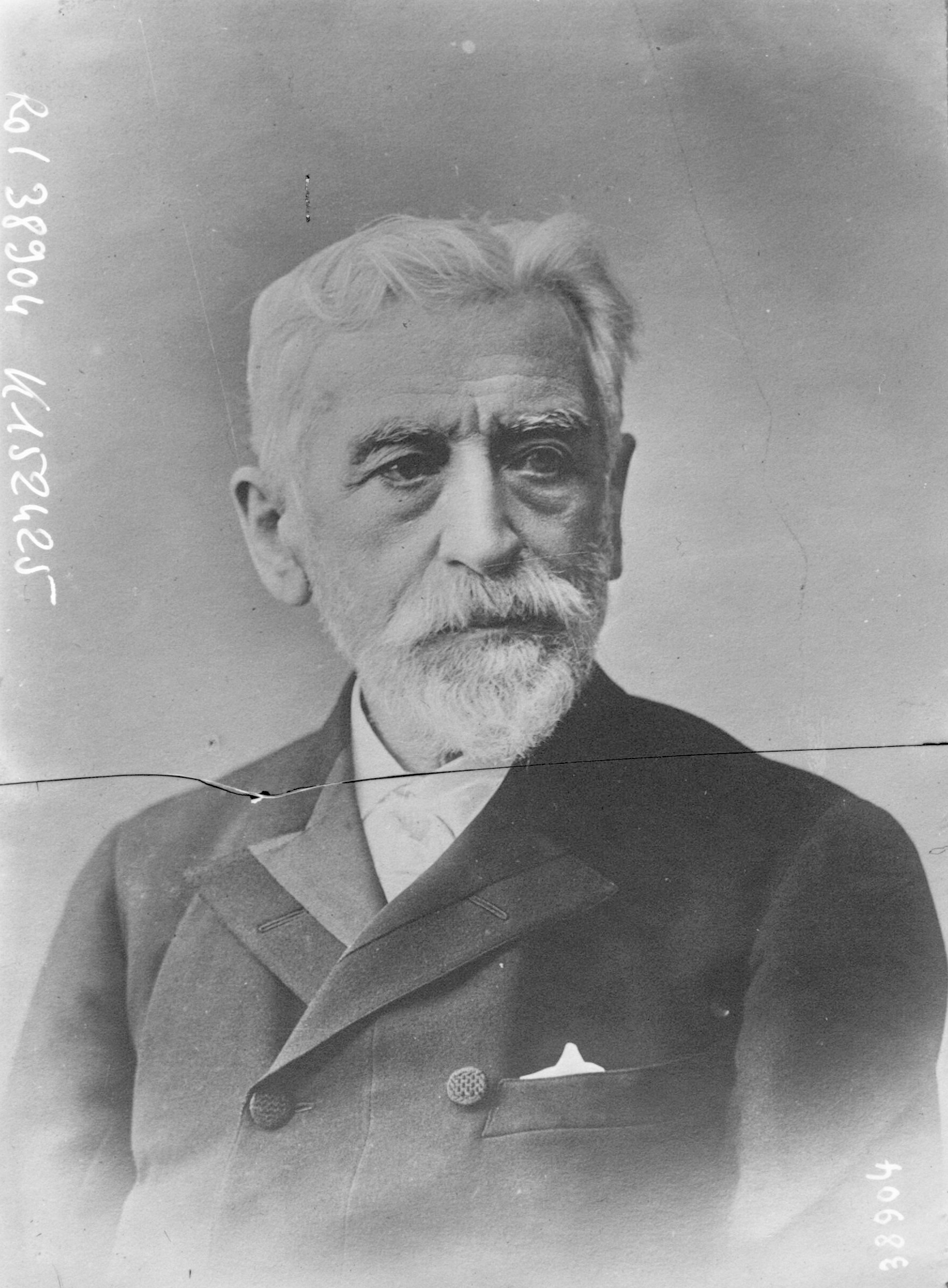
Эухенио Монтеро Риос.
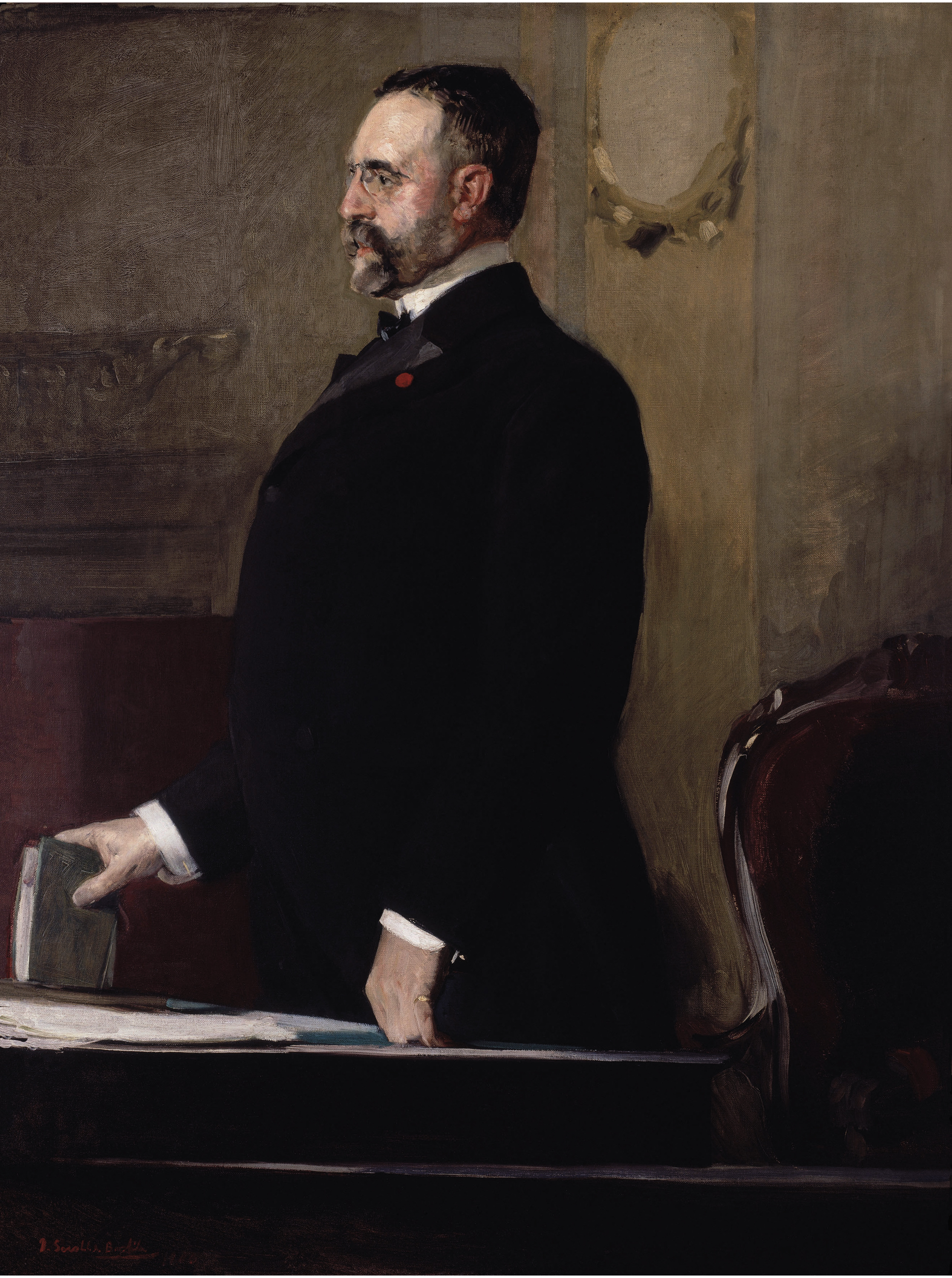
Хосе Каналехас.
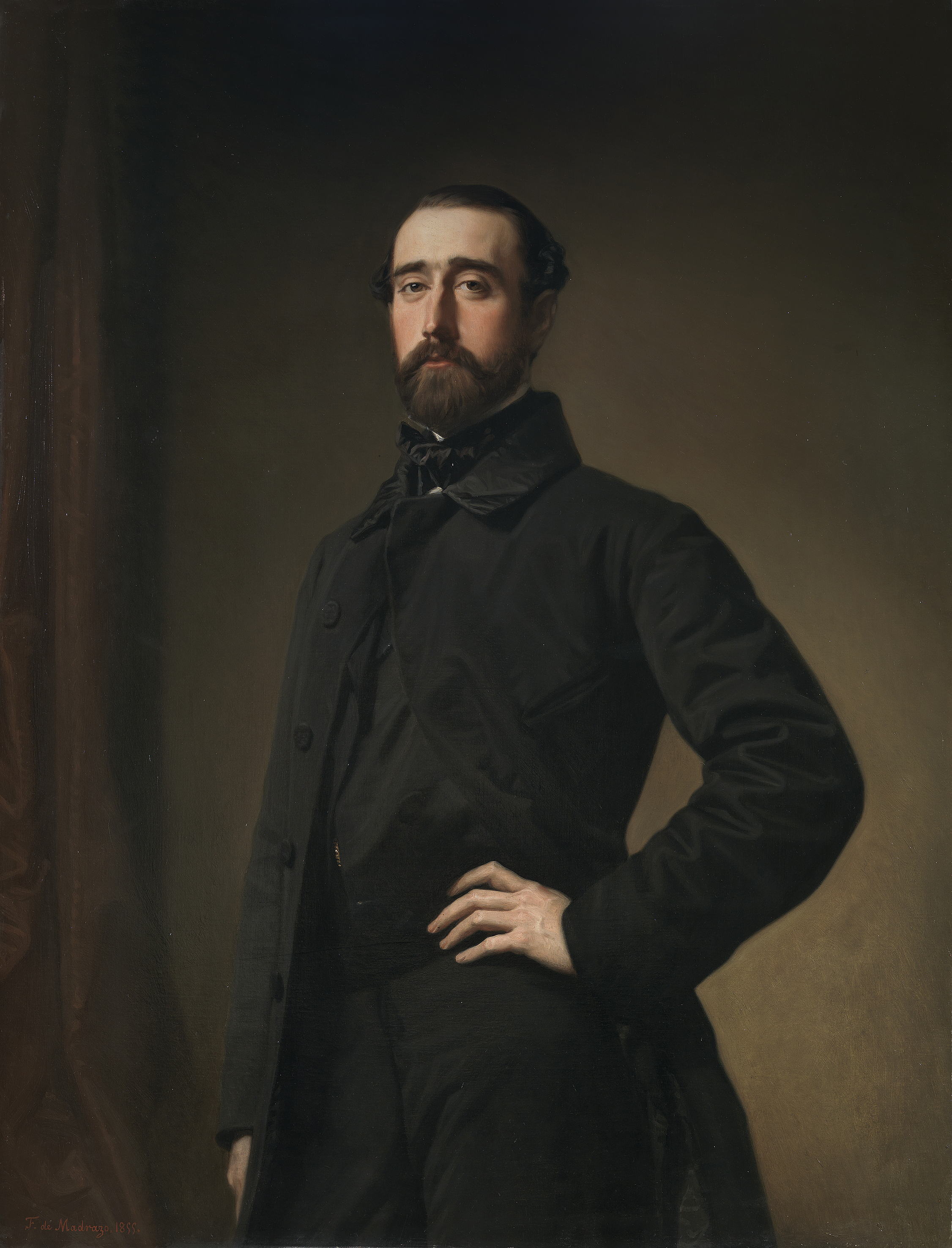
Сехисмундо Морет.
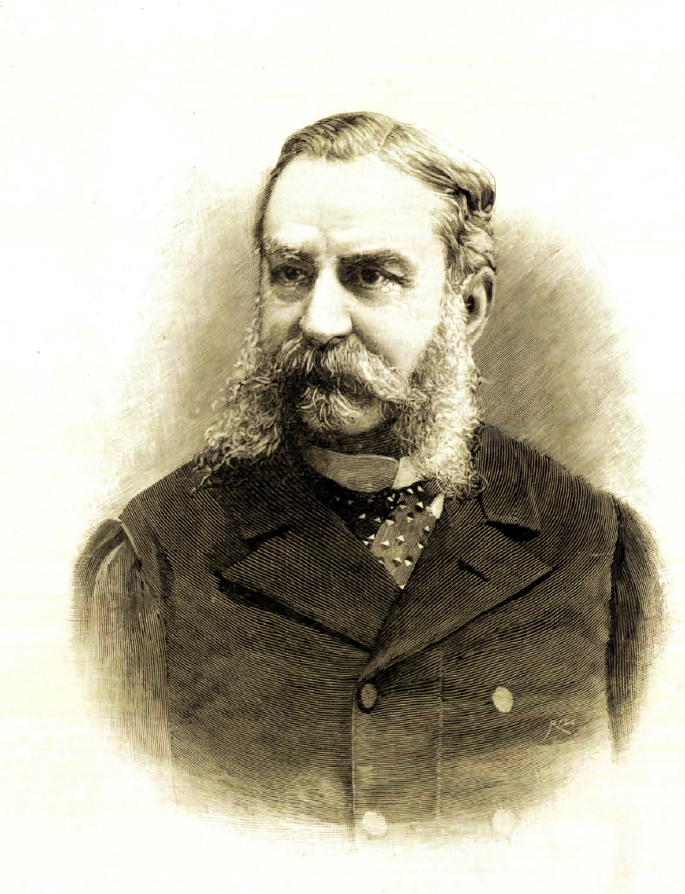
Антонио Агилар-и-Корреа.
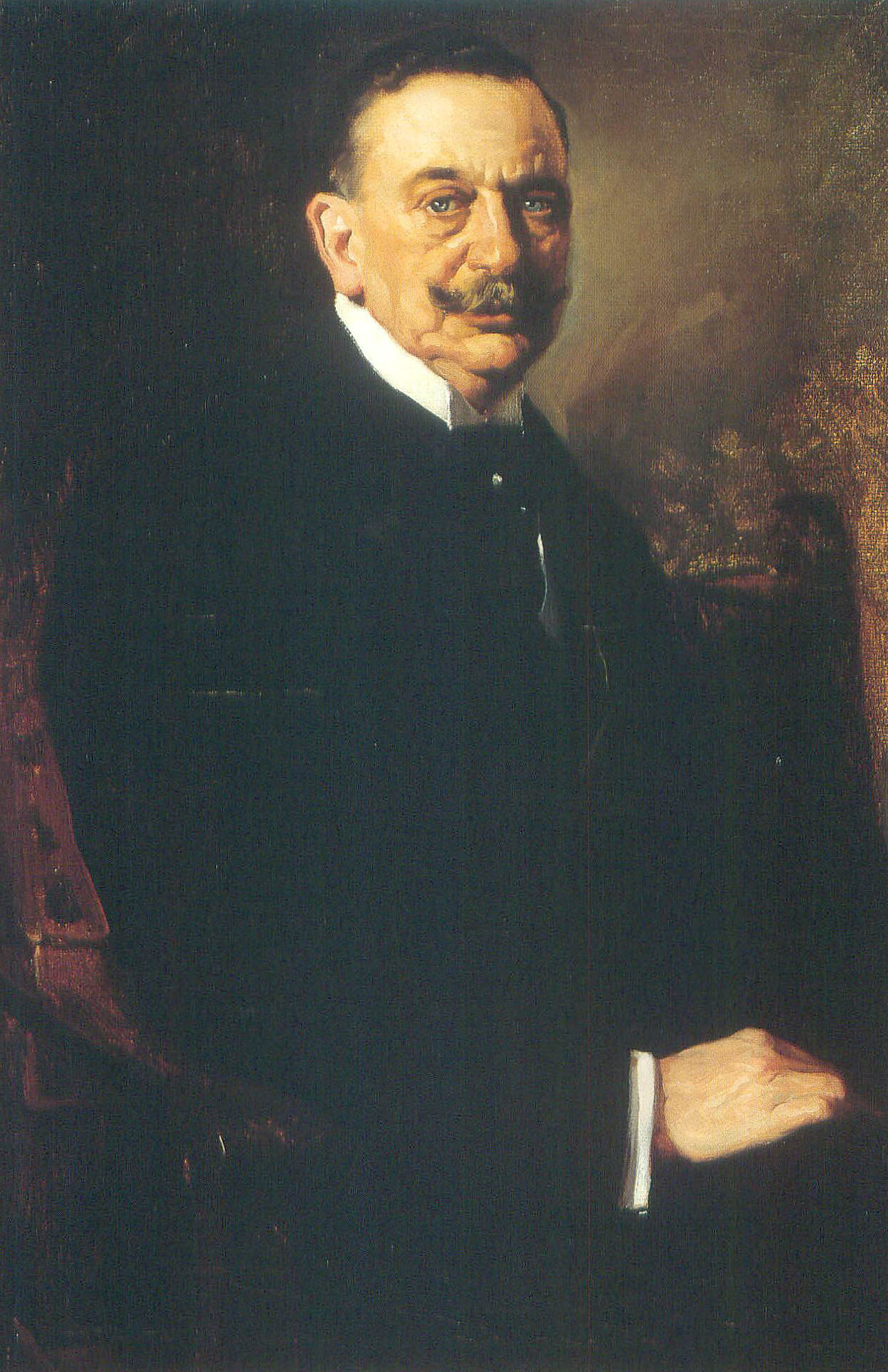
Мануэль Гарсия Прието.
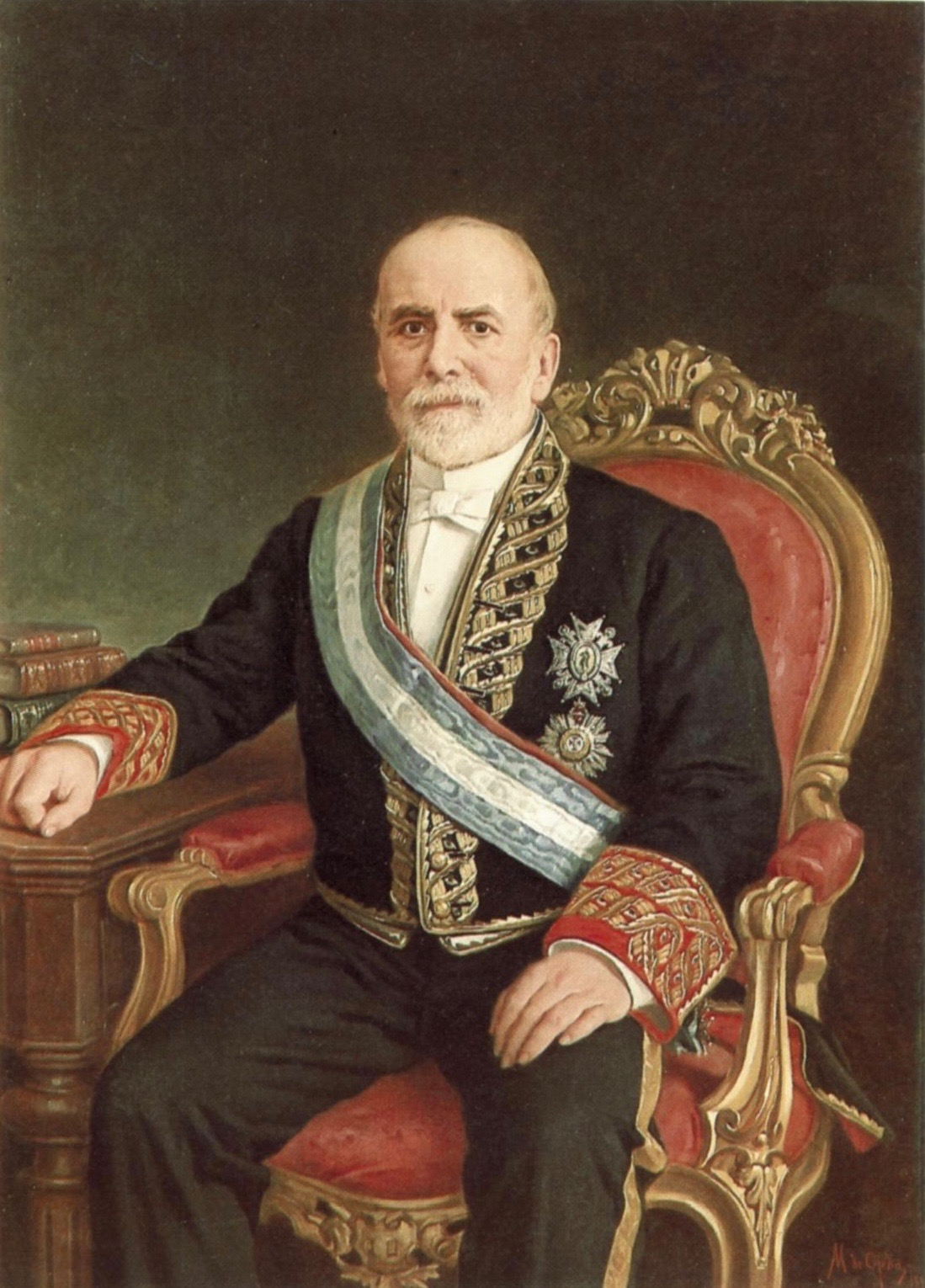
Хуан Франсиско Камачо де Алькорта
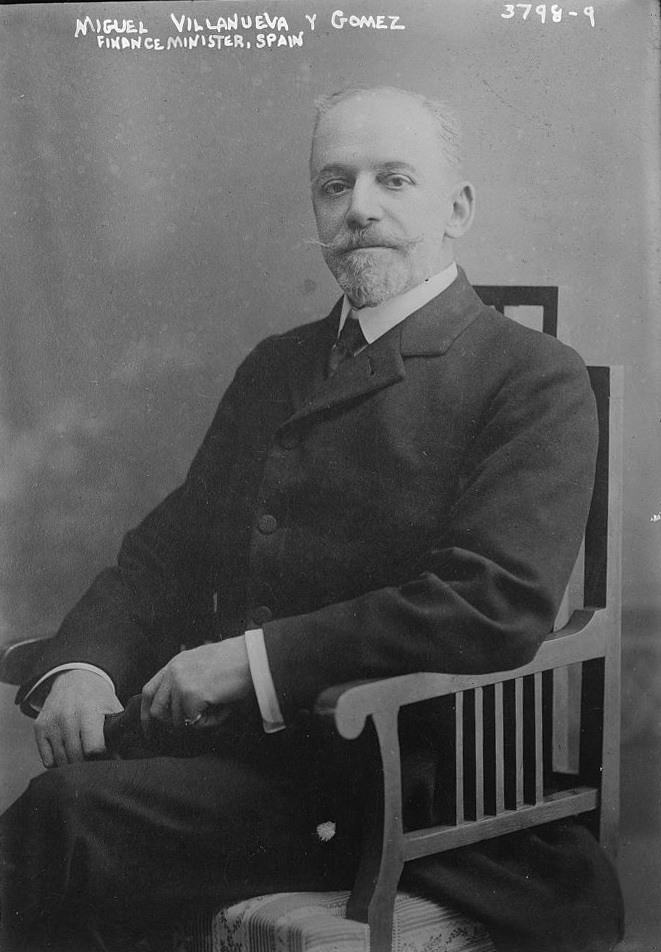
Мигель Вильянуэва-и-Гомес
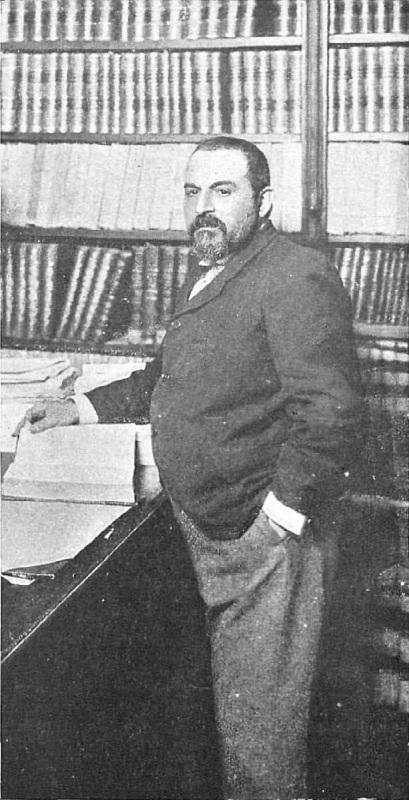
Альфонсо Гонсалес-и-Лосано

### Краузизм
В 1860-х годах в Испании получил широкое распространение краузизм, философское направление, основанное на идеях немецкого философа Карла Христиана Фридриха Краузе (1781—1832), которое провозглашало доктринальную толерантность и академическую свободу от догм. В католических кругах краузизм был воспринят как антихристианское учение. В результате, уже в 1865 году книги краузистов были запрещены, а 1867 году министр образования Мануэль де Оровьо изгнал лидеров краузизма из испанских университетов. В 1875 году министр развития Мануэль де Оровио Эчагуэ предпринял новую чистку университетов от краузистов. Лишившись профессорских должностей, они создали Институт свободного образования во главе с Франсиско Хинером де лос Риосом (1839—1915), ставший прибежищем для свободной мысли и гражданских ценностей, традиционно отождествлявшихся с либерализмом.

## Либерализм первой трети XX века
Кризис Реставрации в конце правления короля Альфонсо XIII разрушил сложившуюся систему династических партий, принёсшую Испании стабильность после революционных потрясений середины XIX века. Система Реставрации пережив катастрофу 1898 года, не смогла спасти страну от экономической, политической и социальной неустойчивость, которые ввергли Испанию в кризис 1917 год). Шок, последовавший за катастрофой при Анвале, привёл к государственому перевороту и установлению диктатуры генерала Мигеля Примо де Риверы (1923—1930), которая являлась непродолжительной попыткой осуществления корпоративизма с определёнными характеристиками, аналогичными итальянскому фашизму. Отставка диктатора не спасла монархию, чеё претсиж в глазах общества упал настолько, что после победы республиканской оппозиции на муниципальных выборов 1931 года в крупных городах страны, королю пришлось покинуть страну, что в дальнейшем привело к провозглашению Второй Испанской Республики, которая была уничтожена в ходе гражданской войны 1936—1939 годов, завершившейся приходом к власти генерала Франко.
Почти весь XIX век в Испании доминировали либералы (первоначально досеанисты и эксальтадос, затем модерадос и прогрессисты, потом либералы и либеральные консерваторы), но в первой трети XX века ситуация изменилась. После того как окончательно скомпрометировавшие себя либералы и либеральные консерваторы сошли с политической арены, в стране было крупной политической группы, идентифицирующей себя с либерализмом. В результате в 1920-х—1930-х годах место в центре политического спектра заняли республиканцы, левые и правые, присвоив себе пространство и ценности, обычно отождествляемые с либерализмом. Наиболее близки к либеральным идеям были интеллектуалы из Ассоциации службы Республике (Хосе Ортега-и-Гассет, Грегорио Мараньон и Рамон Перес де Айала). Идеи Ортеги и его учеников (Мария Самбрано, Хулиан Мариас) часто отождествлялись с либерализмом, даже сами по себе, с большими или меньшими нюансами.
В тоже время либеральные идеи сохранили свою привлекательность. Среди партий Второй Испанской республики на звание либеральных претендовали Радикальная республиканская, Республиканская либеральная правая, Республиканская федеральная, Республиканское действие. Даже такой деятель рабочего движения, как Индалесио Прието, один из лидеров ИСРП, смог провести ассоциацию с его идеологию с термином, который больше не подразумевал какой-либо партийной идентификации: «Я социалист в силу того, что я либерал» (1922).

## Либерализм при Франко
Во времена режима Франко (1939—1975) слово либерал в франкистских кругах носило негативный смысл, ассоциируясь с понятиями «политикан», «коррупционер» и «масон» (в последнем случае дискредитация либералов как части иудео-масонского заговора, что было навязчивой идеей самого Франко). В то же время, термин либерализм использовался умеренными деятелями оппозиции франкизму и даже частью так называемой «монархической» или «хуанистской» семьи внутри франкистских «семей»; особенно тех, кто участвовал в так называемом «мюнхенском сговоре», а также некоторыми политиками, которые были частью различных политических оппозиционных организаций в конце режима Франко, таких как «Платахунта» (Антонио де Сенильоса, Хосе Луис де Вильялонга и другие).

## Либерализм в переходный период
Во время переходного периода в Испании (с 1975 года) либеральные партии большой популярностью не пользовались и были вынуждены искать союзников. На первом этапе ряд либеральных партий, известных как «либеральная семья» (familia liberal) примкнули к коалиции премьер-министра Адольфо Суареса Союз демократического центра (UCD): Федерация партий демократов и либералов (исп. Federación de Partidos Demócratas y Liberales, FPDL) во главе с Хоакином Гарригасом Уолкером и Антонио Фонтаном, объединявшая девять региональных партий, Народная демократическая партия (исп. Partido Demócrata Popular, PDP) Игнасио Камуньяса Солиса, Либеральная партия (исп. Partido Liberal, PL) Энрике Ларрока и Либеральная прогрессивная партия (исп. Partido Progresista Liberal, PPL) во главе с Хуаном Гарсия Мадарьяга. Также к UCD примкнула Андалусийская социально-либеральная партия (исп. Partido Social Liberal Andaluz, PSLA) во главе с Мануэль Клаверо Аревало. На первых в постфранкистской Испании выборах в 1977 году было избрано 22 депутата от партий «либеральной семьи», то есть 13,3 % от 165 депутатов UCD, а также 6 андалусийских социолибералов Клаверо (то есть всего 28 из 350 депутатов Конгресса, 8 %).
Отдельно от UCD действовали другие либеральные группы. Среди них, Либеральный альянс (исп. Alianza Liberal, PL) во главе с Хоакином Сатрустеги, участвовавший в выборах в Сенат (1 место), и либерально настроенные каталонские националисты, в основном из Демократической конвергенции Каталонии Жорди Пужоля (5 мест), вступившие в союз с левыми. Также в выборах участвовали и другие либеральные партии, в частности, Каталонская либеральная и Независимая либеральная, оставшиеся без мест в парламенте.
Часть испанских либералов, очень немногие в период с 1977 по 1982 год, предпочли искать союзников среди бывших правых франкистов. Так, Хосе Мария де Ареильса и и связанный с ним каталонский политик Антонио де Сенильоса перед выборами 1979 года основали Демократическую коалицию, основу которой были Народный альянс Мануэля Фраги и Либеральное гражданское действие де Ареильсы. Перед выборами 1982 года де Ареильса и де Сенильоса присоединились к Суаресу, а вот Народная демократическая  и Либеральная партии, в том числе, известный либеральный экономист Педро Шварц, вступили в Народную коалицию Мануэля Фраги. Получившийся конгломерат консервативных, христианско-демократических и либеральных партий в 1989 году получил своё окончательное название — Народная партия (некоторые из деятелей которой, в частности, Родриго Рато, Эсперанса Агирре, Альберто Руис-Гальярдон, в настоящее время называют себя либералами.
После краха UDC на выборах 1982 года ряд партий и отдельных лиц, причислявших себя к либералам, и желавших присоединения к группам, пережившим катастрофу UCD на выборах 1982 года (в первую очередь к Народному альянсу, а также к Демократическому и социальному центру Адольфо Суареса).
Помимо выше упомянутых были и другие либеральные группы, которые либо предпочитали самостоятельно участвовать в выборах либо искали союза с центристами, левыми или правыми, с одобрением Либерального Интернационала или без него. Во многих случаях траектории личностей, отождествляемых с либеральными идеями, пересекались, как это произошло с Хосе Марией де Ареильса или братьями Гарригес Уокер.

## Современный испанский либерализм
В 1986 году была предпринята попытка потеснить ведушие партии того времени, социалистов и консерваторов, предложив избирателям либеральную альтернативу. Во время так называемой «Операции Рока» (Operación Roca) Демократическая реформистская партия известного мадридского адвоката Антонио Гарригеса Уокера на выборах 1986 года выдвинула кандидатом на пост главы испанского правительства Микела Рока, лидера крупнейшей партии каталонского альянса «Конвергенция и Союз». Попытка завершилась полным провалом. Демократическая реформистская партия выставила своих кандидатов во всех округах, за исключением Каталонии и Галисии, где баллотировались её союзники из «Конвергенции и Союза» (CiU) и Галисийской коалиции (CG) соответственно. В день выборов партия получила 0,96 % от общего числа голосов и ни одного места.

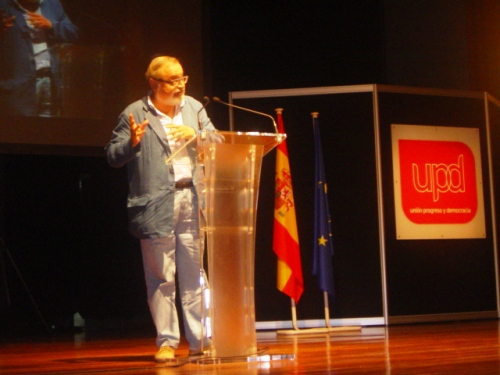
Фернандо Саватер выступает на учредительном съезде новой партии.

В Испании XXI века также предпринимались попытки создания сильных либеральных партий, которые могли бы разрушить монополию Народной и Социалистической партий, заняв место в центре политического спектра. В 2007 году в Сан-Себастьяне собрались 45 человек, преимущественно басков, имевших большой опыт работы в политических, профсоюзных и гражданских организациях, частью выходцы из левых, частью из либералов, и решили запустить национальный политический проект. Так было положено начало созданию партии Союз, прогресс и демократия. Среди поддержавших новую партию были депутат Европарламента от ИСРП Роса Диес Гонсалес, философ и писатель Фернандо Саватер, перуанские писатели, проживающие в Испании, Марио Варгас Льоса и Фернандо Ивасаки, баскский региональный депутат Народной партии Фернандо Маура, писатели Фернандо Санчес Драго и Альваро Помбо, члены организаций ¡Basta Ya!, «Граждане Каталонии», «Позитивные социалисты» и другие.
Несмотря на наличие громких имён, проект оказался неудачным. На первых в своей истории выборах, в 2008 году, партия заняла 4-е место, набрав всего 1,19 % голосов (1 место в Мадриде). Выборы 2011 года оказались лишь немногим более удачными: партия вновь заняла 4-е место, набрав 4,70 % голосов (5 мест, 4 в Мадриде и 1 в Валенсии). Но на следующих выборах, в 2015 году, она потеряла всё своё представительство в Генеральных кортесах, заняв лишь 11-е место (0,62 %), а на выборах 2016 года за неё отдали свои голоса всего 0,21 % избирателей. От этих провалов партия уже не смогла оправиться. В выборах в апреле 2019 года она не участвовала, призвав сторонников голосовать за партию «Граждане», а в выборах в ноябре того же года её члены вошли в список партии «Граждане». 18 ноября 2020 года судья постановил распустить партию и исключить её из реестра партий из-за финансовой неплатёжеспособности, а 6 декабря того же года было объявлено о её самороспуске.
Неудачей завершился и другой проект — Граждане — Гражданская партия, — созданная в Каталонии годом ранее, в июле 2006 года, группой известных деятелей каталонского гражданского общества (среди них Альберт Боаделла, Феликс де Асуа, Франсеск де Каррерас и Аркади Эспада) как новая политическая сила для «решения реальных проблем, с которыми сталкивается широкая общественность». В феврале 2017 года лидер партии Альберт Ривера, закрывая IV ассамблею партии, заявил, что либералы Кадиса «вернулись» и что политический либерализм «более привлекательный» проект, чем тот, который предлагали консерваторы и социалисты. Первые года «Граждане» были региональной партией, находившейся в тени более известной партии «Союз, прогресс, демократия», и были представлены только в каталонском парламенте. Только в 2013 году «Граждане» начали работу по преобразованию в общенациональную партию и уже на выборах 2015 года смогла стать 4-й партией страны, набрав 14 % голосов и получив 40 мест в Конгрессе депутатов из 350. Пика популярности «Граждане» достигли на выборах в апреле 2019, заняв 3-е место (16 % голосов и 57 мест). Но уже на выборах в ноябре 2019 года партию ожидал провал: потеряв 60 % избирателей и более 80 % мест, она заняла лишь 5-е место. После смены лидера, ряда скандалов и расколов на региональном уровне, популярность партии в общенациональных опросах упала с ≈7% до ≈3%. В результате, было принято решение не участвовать в выборах 2023 года, после чего последовал новый раскол и потеря последних мест в региональных парламентах. Начиная с 2019 года в партии наблюдается сдвиг вправо и склонность к союзам с крайне правыми силами.
В Испании конца XX — начала XXI веков к либералам обычно относят такие предпринимательские организации как CEOE и их лидеров (Хосе Антонио Сегурадо)), некоторые фонды (Фонд Ортеги—Мараньона) и учёных, особенно в области экономики (Педро Шварц, Хесус Уэрта де Сото), а также аналитические центры, такие как Институт Хуана де Марианы.

### Испанский неолиберализм
Термин «испанский неолиберализм» применяется, как и в общем случае («неолиберализм») к дерегулированию и приватизации экономической политики национальных правительств и международных организаций (МВФ, Европейский Союз, в частности, его Маастрихтские критерии), в дополнение к отдельным лицам (интеллектуалам, политикам или бизнесменам) или учреждениям (мозговым центрам, таким как FAES, связанным с Народной партией), особенно отождествляющим себя с ними и с концепцией рыночного общества.